# Nadační panství Horní Libchava v držení Řádu Maltézských rytířů

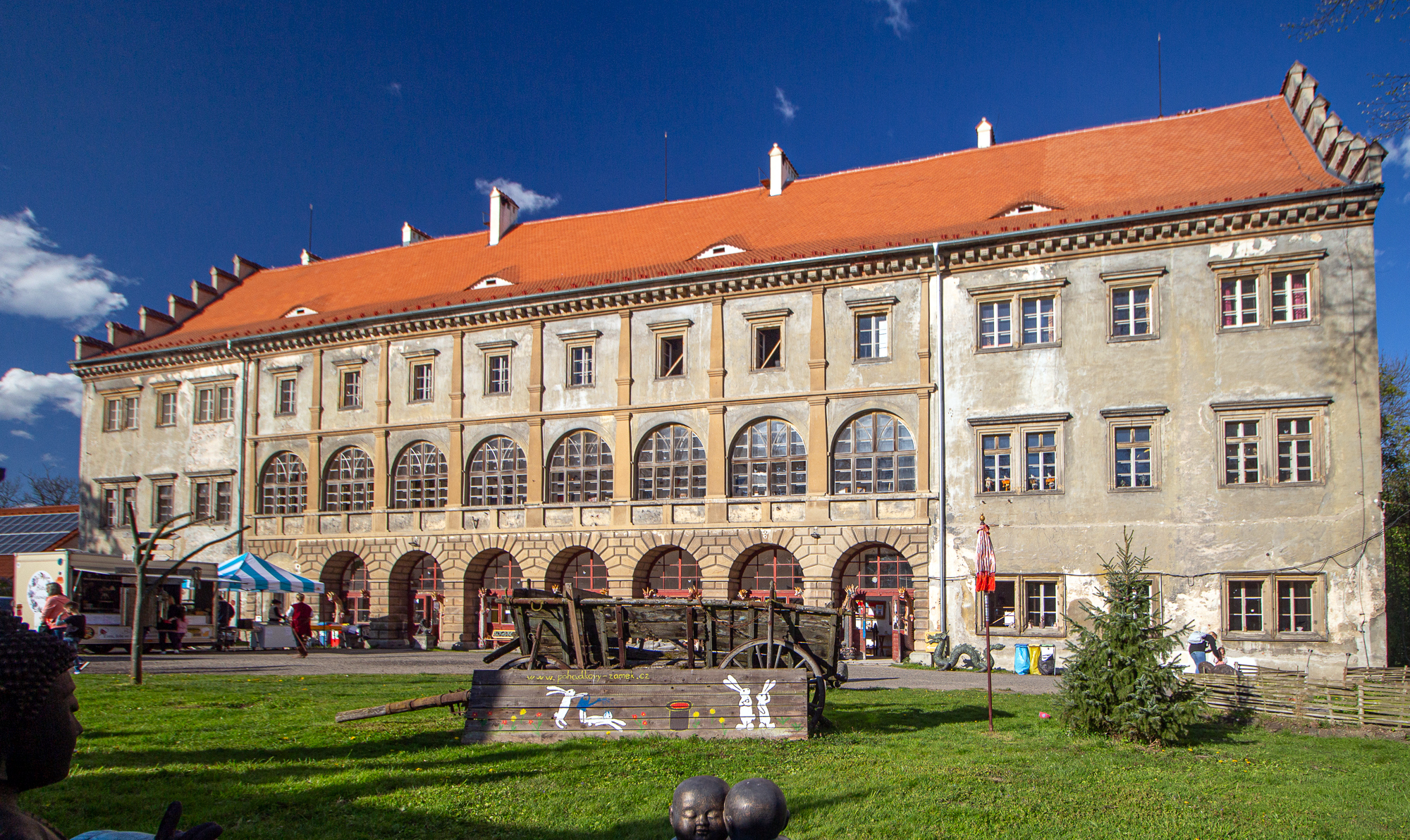
Zámek Horní Libchava

Nadační panství Horní Libchava v držení Řádu Maltézských rytířů začalo svou historii psát roku 1623, kdy jej jakožto pobělohorský konfiskát po Jindřichu Penzigovi z Penzigu zakoupil generální převor Maltézských rytířů Vilém Zdeněk Vratislav z Mitrovic. Panství v této době vévodil renesanční zámek, který byl postaven snad na místě starší tvrze v letech 1574–1593. Panství řád spravoval po více než tři staletí. Dlouhá záslužná činnost maltézských rytířů, známých také jako johanité či rytíři sv. Jana Jeruzalémského, je spjata s obranou evropské kultury a držením křesťanských pozic ve středomoří, kde se řád stal předsunutou baštou proti osmanské invazi do Itálie. Za pomoci císaře Františka Josefa I. se zasloužil o provoz maltézského špitálu ve Svaté zemi a během první světové války pomáhal na obou frontách zraněným a trpícím vojákům, zřídil železniční sanitní službu a celou řadu lazaretů. Za působení řádu na panství v Horní Libchavě se obec profilovala až do poloviny 19. století nejen jako sídlo patrimoniální správy, ale také jako významné tržní městečko a římskokatolická farnost. Sídlem velkopřevora a konventu se staly Strakonice, odkud byly komendy v českých zemích až do konce 17. století spravovány. Teprve velkopřevor Rudolf z Colloreda (1637–1657) přestěhoval své sídlo zpět do Prahy. Strakonice, Varvažov a Horní Libchava zůstaly jedním ze tří panství v užívání velkopřevora. Po prodeji Varvažova Schwarzenbergům r. 1847 užíval velkopřevor jako třetího statku Dětenice.

## Historie

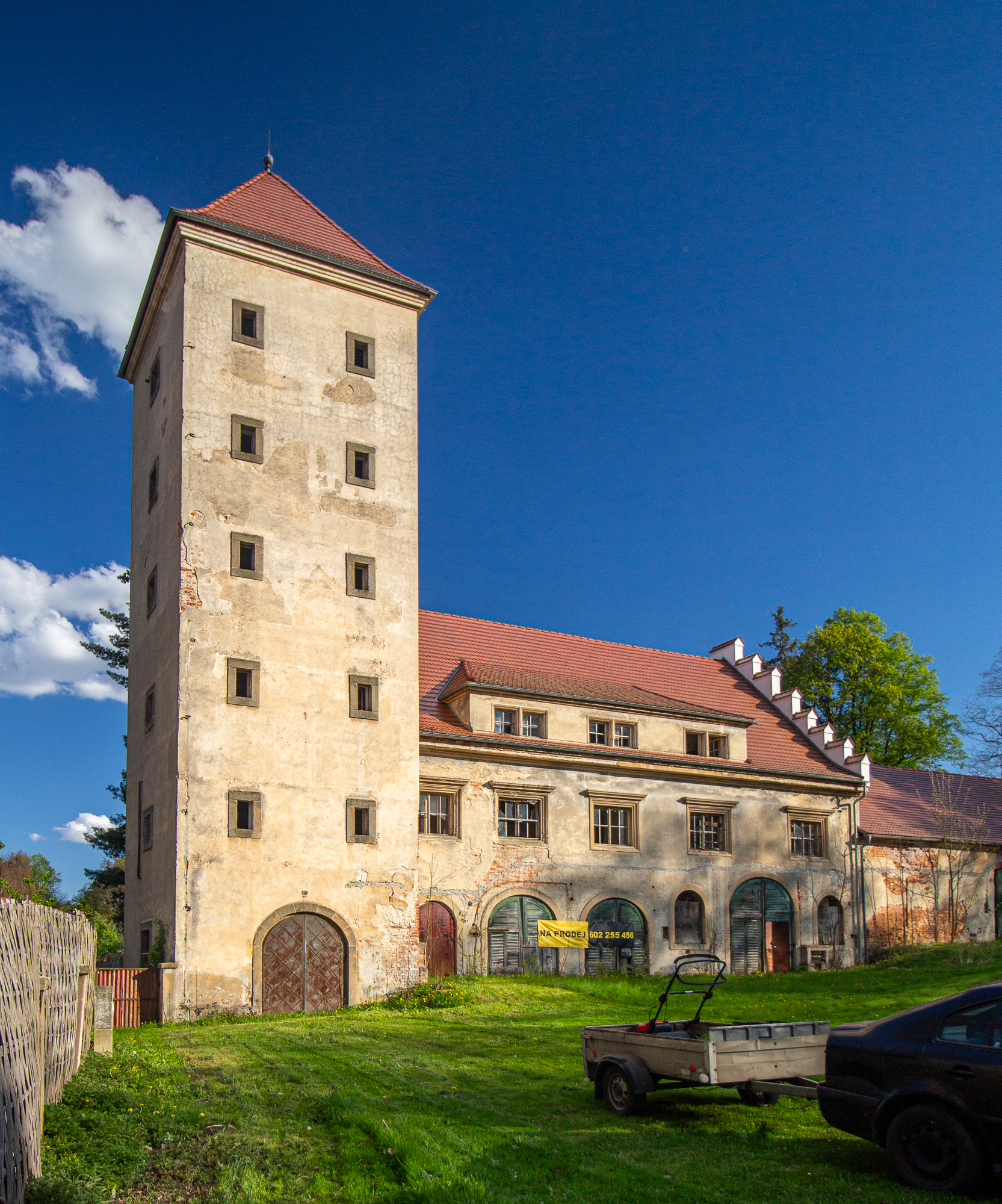
Hospodářské budovy u zámku

První písemná zmínka o držení Libchavy Klinštejny pochází ze 14. století, kdy se v jejich majetku nacházela také Skalice (Langenau) a Volfartice (Wolfsdorf). Tehdy je zmíněn libchavský. 
kostel a v roce 1372 jeho zasvěcení patronu sv. Jakubu Staršímu. V roce 1375 je zmíněn mlýn a farní louka pod hradem Klinštejn. Brzy na to přešly zdejší majetky do rukou Hynka Berky z Dubé, pána na Honštejně. Ten je zmíněn 28. dubna roku 1381, kdy město Lípa vybavilo se souhlasem faráře Kuny (Cunico) hlavní oltář v novém kostele Panny Marie 8 kopami ročního úroku, jež zakoupilo v Horní Libchavě od pana Hynka Berky z Dubé, pána na Honštejně (tehdy je uveden lidový název obce „Chothoetsch” či „Chothocresch”).
Hynek Berka z Honštejna, nejvyšší zemský sudí, prodal Horní a Dolní Libchavu, Skalici a Volfartice se vším příslušenstvím za 20 kop (Schock) ročního úroku Kunešovi z Konojed a ten 7. března 1417 výše zmíněné zboží za 200 kop grošů (Schock Groschen) Niklinovi „von Spital” a jeho dědicům, přičemž mu při prodeji ručil bratr Petr z Konojed (Petrus von Konoged).
Horní Libchava byla již roku 1426 označována za tržní městečko. Hornolibchavská fara tehdy spravovala farní oblast Skalice, Polevska, Volfartic a ves Častolovice. Během husitských válek bylo městečko vypáleno, k čemuž se tradovala pověst zaznamenaná v hornolibchavské kronice. Roku 1499 došlo k výstavbě nového římskokatolického kostela se sakristií. Teprve až Vartenberkové osadili farnost luterány (r. 1560). Za jejich panování došlo k výstavbě zámku, založení zámeckého parku, obnovení za husitských válek vypáleného mlýna a založení rybníků u Manušic (r. 1575).
Vítězství katolických sil na Bílé hoře se přirozeně stalo i triumfem johanitů. Hospodářská situace řádu však byla velmi neutěšená, jelikož řád přišel během stavovského povstání téměř o všechen svůj majetek. Po obnoveném zřízení zemském v roce 1626 se stali Maltézští rytíři nositeli významné řádové hodnosti velkopřevor. O tři roky dříve získal generální převor Maltézských rytířů Vilém Zdeněk Vratislav z Mitrovic pobělohorský konfiskát panství Horní Libchavu, v roce 1632 přibylo ještě zboží Volfartice.

### Tržní a soudní právo

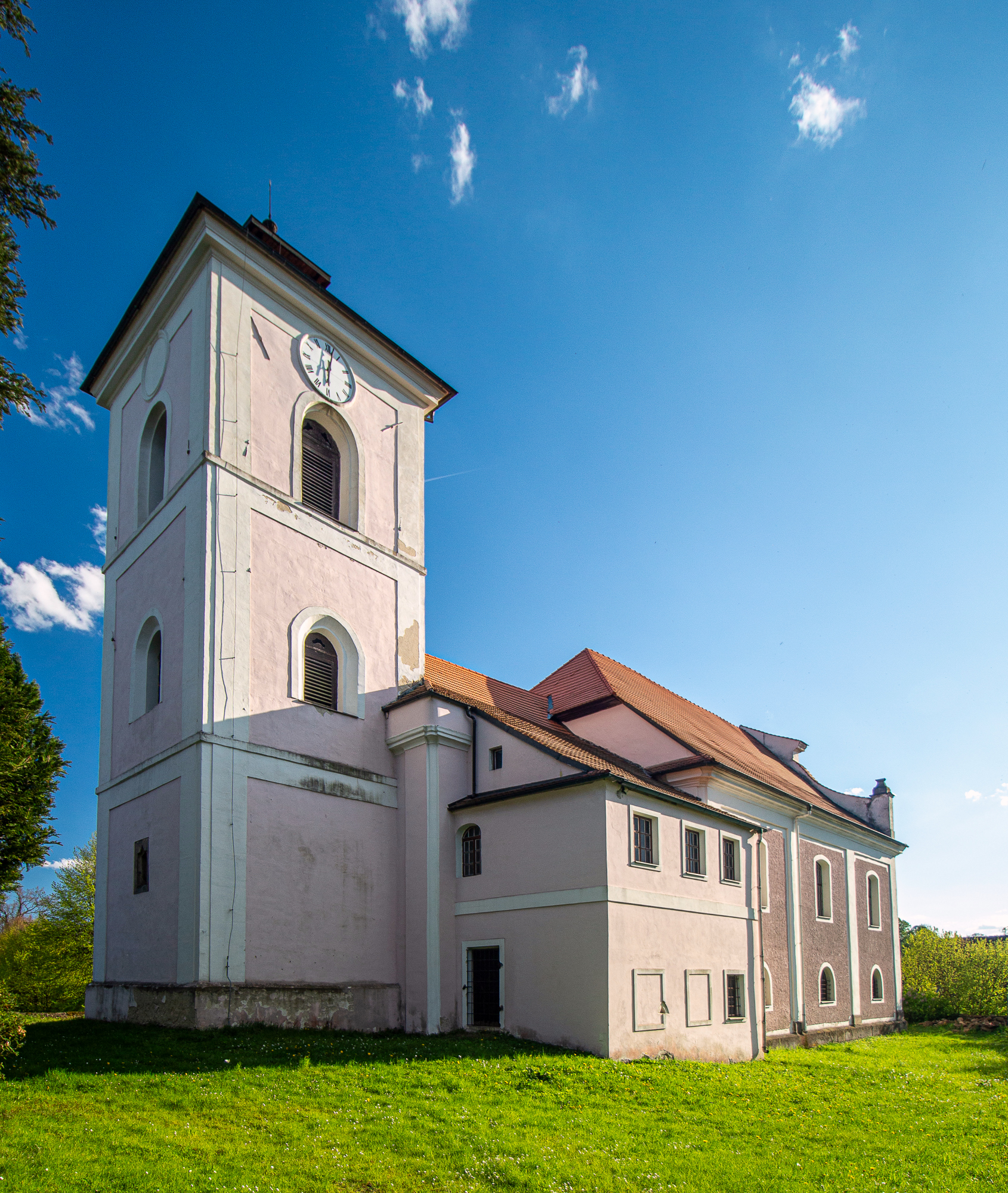
Hornolibchavský kostel sv. Jakuba

Tržiště tehdejšího městečka Horní Libchava se nacházelo nedaleko kostela na místě pozdější farní louky pod hostincem čp. 61. Podle ústního podaní se v předhusitské době nacházela v H. Libchavě nejprve dřevěná šibenice o dvou pilířích, od roku 1718 zděná šibenice trojhranná o třech pilířích. V roce 1718 obdržela Horní Libchava hrdelní právo (německy peinliches Hochgericht), které vrchnost vykonávala na obecní vyvýšenině nedaleko kostela. Dne 28. ledna 1718 zde mistr kat provedl exekuci stětím mečem na Marii Grasse za vraždu svého dítěte, jejíž výkon stvrdil i Pražský hrad. Ještě v 19. století tento pahorek místní obyvatelstvo nazývalo „Galgenberg” (česky Šibeniční). V roce 1904 obec v těchto místech zbudovala nový hřbitov. Hrdelní právo bylo v Horní Libchavě pravděpodobně vykonáváno až do tereziánské úpravy (Constitutio criminalis Theresiana) či následného zaniknutí v důsledku josefínského trestního patentu z 20. srpna 1787 (Josephinisches Strafgesetz). K výkonu nižšího soudního práva (Niedere Gerichtsbarkeit) sloužilo prostranství pod statkem čp. 66 (po roce 1945 podlehl demolicím JZD, nyní parcela 2229), kde stál dřevěný pranýř. Ten přečkal i obrovský požár v roce 1809. Také zdejší prostor u morového sloupu sloužil trhovcům a obchodní duch se odsud nevytratil až do poloviny 20. století. Nacházela se tu mlékárna, hostinec, holičství a obchod se střižním zbožím, nedaleko kovárna a pekárna.

### Robota a nevolnická povstání
Robota byla na hornolibchavském panství odstupňována. Sedláci odváděli 156 dní roboty s potahem (Zugrobot) a 14 dní ruční roboty (Handrobot) nebo jednou ročně 30–38 kop (1 Schock = 60 grošů = 1 kopa). Chalupníci (Feldgärtner, do 1,8 ha půdy) 78 dní roboty s potahem a 7 dní ruční roboty nebo se jednou ročně vypláceli 7–19 kopami. Domkáři (Häusler, bez půdy) odváděli 13 dnů v roce ruční roboty. Panstvo vybíralo jednou ročně úrok z půdy ve slepicích (Hühnerzins), poplatek za povozy s vínem (Weinfuhrgeld), daň ze soli (Salzgeld), daň z porážky (Fleischaufschlag) a daň z hudby (Musikalimpost).
Útlak nevolného lidu podpořený šířící se morovou epidemií vyústil v roce 1680 v selské bouře. Po velmi širokém severočeském prostoru nevolníci stávkovali a agitovali k tažením na vrchnostenské kanceláře. Válečná rada vyslala na žádost České dvorské kanceláře do dějiště povstání kyrysnický pluk v čele s generálem Kryštofem Harantem z Polžic a Bezdružic, později posílený o další oddíly. Ty se pak s rozbouřeným nevolným lidem několikrát střetly. K těm největším srážkám patří právě ta v Horní Libchavě u vrchu „Hutberg” (nyní Strážný vrch). Další povstání hornolibchavských nevolníků se odehrálo 1. dubna roku 1775.

### Založení cechu kovářů a kolářů
V roce 1718 se kováři z Horní Libchavy obrátili na cech kovářů Starého Města Pražského ve věci zaslání cechovních artikulí. V této otázce jim bylo vyhověno a 24. června 1718 obdrželi oba hornolibchavští zástupci kovářských mistrů Samuel Elstner a Hans Hackl „Generální cechovní artikuly”. Jedno vyhotovení putovalo k majiteli panství velkopřevoru Ferdinandovi Leopoldovi Dubskému z Třebomyslic, přičemž ho kovářský cech ze Starého Města Pražského požádal o poskytnutí a sepsání záštity, což obratem formou ochranného listu 6. července 1718 učinil.
Ještě téhož roku požádali majitele panství o vstup do nově zřízeného cechu hornolibchavští koláři, kteří se obdobného dobrozdání dočkali 2. ledna 1719. Při znovupotvrzení práv v roce 1741 osvobodil velkopřevor František Antonín z Königsegg-Rothenfelsu všechny syny cechovních mistrů, vyučené kovářství a kolářství a řemeslo provozující, od všech panských služeb, dále členům cechu povolil všechny jejich děti vyplatit z panské služby 3 zlatými rýnskými za každého a nakonec všechny řádné členy cechu z manuální roboty náhradou za tzv. „Robotgeld”.

### Válečná půjčka 1794
K naturálním dávkám na vedení války s Francií přibyla reskriptem z 13. ledna 1794 nová daň nazývaná válečná půjčka (Kriegsdarlehen), která na základě usneseni českého zemského sněmu měla formu daru. Na hornolibchavském panství ji v prvním roce zaplatili: Joseph Richter, vrchnostenský ředitel (10 zl.), Johann Müller, zámecký purkrabí (30 kr.), Peter Hippmann, vrchnostenský písař (4 zl. 30 kr.), Franz Rochelt, sládek ve vrchnostenském pivovaru (10 zl.), Anton Horn, mlynář (13. zl. 30. kr.), Joseph Moßig, obchodník (4 zl.), Andreas Rochelt, mlynář (4 zl.), Josef Melzer, obchodník (1 zl. 30 kr.), Joseph Moßig, taktéž obchodník (1 zl. 30 kr.), Anton Glanz, taktéž obchodník (6 zl.), vdova Rochelt, taktéž (1 zl. 30 kr.), Johann Christoph Görner, taktéž obchodník (18 zl.), Dorothea Jankinn (50 zl.), Elias Hahnl, obchodník (9 zl.), Franz Hanl, taktéž obchodník (2 zl.), Wenzel Hibsch, taktéž obchodník (1 zl. 30 kr.), Christoph Schlägel, taktéž obchodník (18 zl.), Wenzel Kreuzmann (4 zl.), Joseph Handl, obchodník (5 zl.), Franz Scheinert, řezník (4 zl.), Elisabeth Trauskinn (54 zl.), Johann Koschat, učitel (2 zl.), Johann Georg Jirschik (1 zl. 30 kr.), Joseph Pitsch (2 zl.), Johann Joseph Zincke (2 zl.), Joseph Gürtler (1 zl.).

## Panství v první pol. 19. století
Panství Horní Libchava sousedilo na východě s panstvím Sloup (Bürgstein), na jihu s panstvím Zahrádky (Neuschloß) a panstvím Stráž (Schönborn), na západě s panstvím Zahrádky (Neuschloß) a Police (Politz) a na severu s panstvím Česká Kamenice (Böhmisch Kammitz) a s částí panství Zahrádky (Neuschloß). Jeho rozloha činila 6 139 jiter a 1224 sáhů (klaftrů). Sestávalo ze vsí: 1. Horní Libchava (Ober Liebich), 2. Dolní Libchava (Nieder Liebich), 3. Jägersdorf (po roce 1948 Lada), 4. Stružnice (Straußnitz), 5. Slunečné (Sonnenberg), 6. osady Emanuelsberg u Slunečné (po roce 1926 součást obce Kamenický Šenov), 7. Manušic (Manisch) a části vsi Volfartice (Wolfersdorf, dříve Dolní Volfartice).

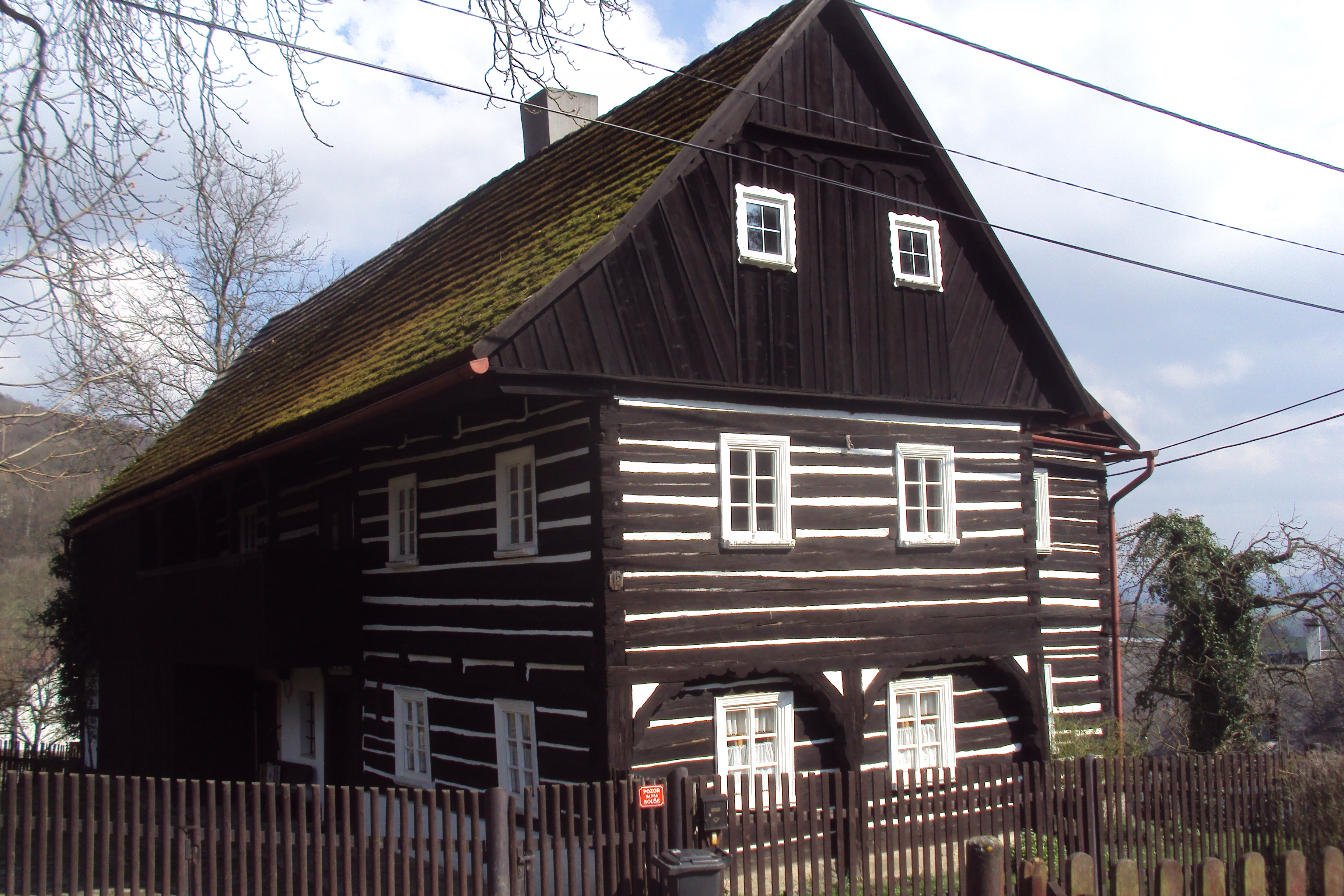
Slunečná - patrová roubená usedlost čp. 12 s boční přístavbou z konce 18. století, zvednuté patro na podstávce s bedněnou pavlačí, štíty ozdobně bedněné, sedlová a pultová střecha krytá taškami

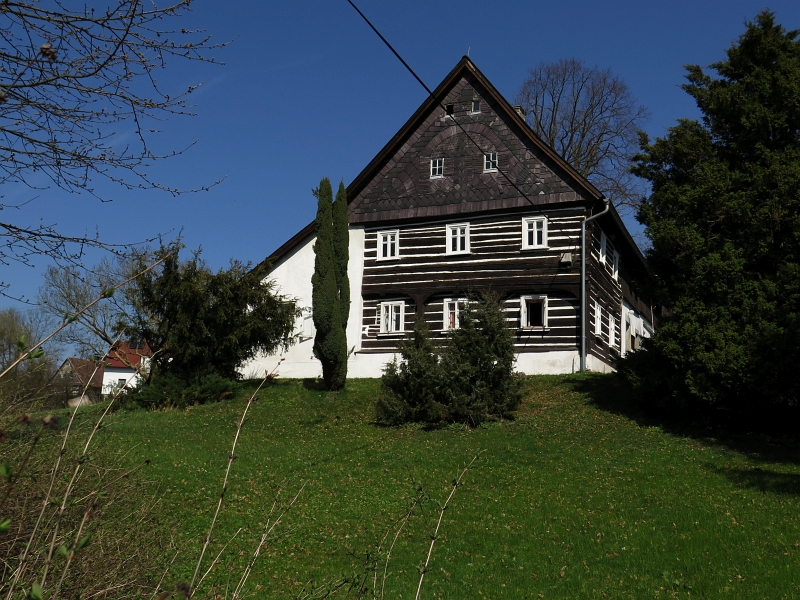
Volfartice - patrová usedlost čp. 68 z první poloviny 19. století je převážně roubená, v přízemí zčásti zděná, se zapuštěnou pavlačí, štít je ozdobně vykládaný břidlicí, usedlost dotváří stodola a kůlna

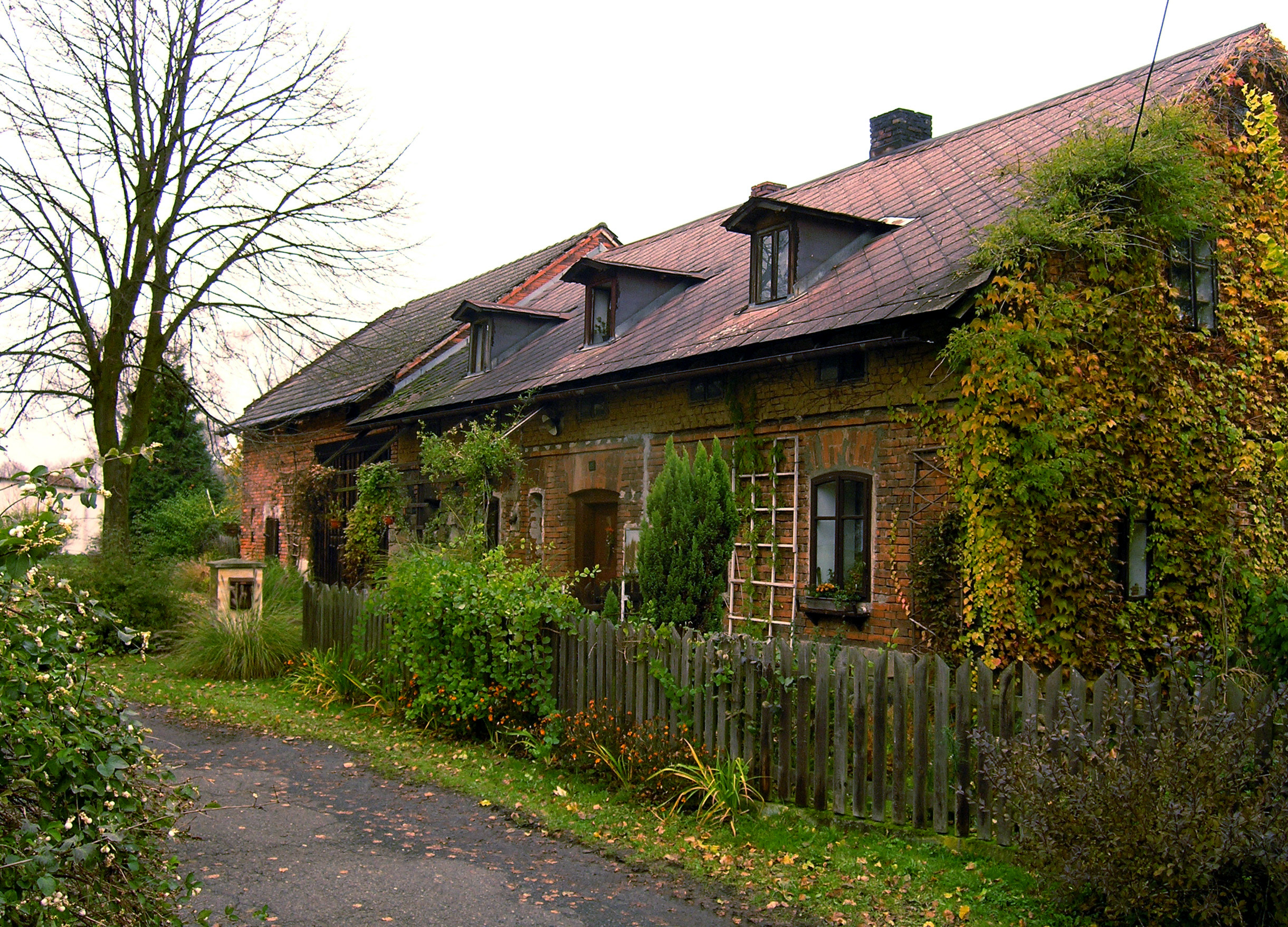
Stružnice - cihlová výstavba z poč. 20. století

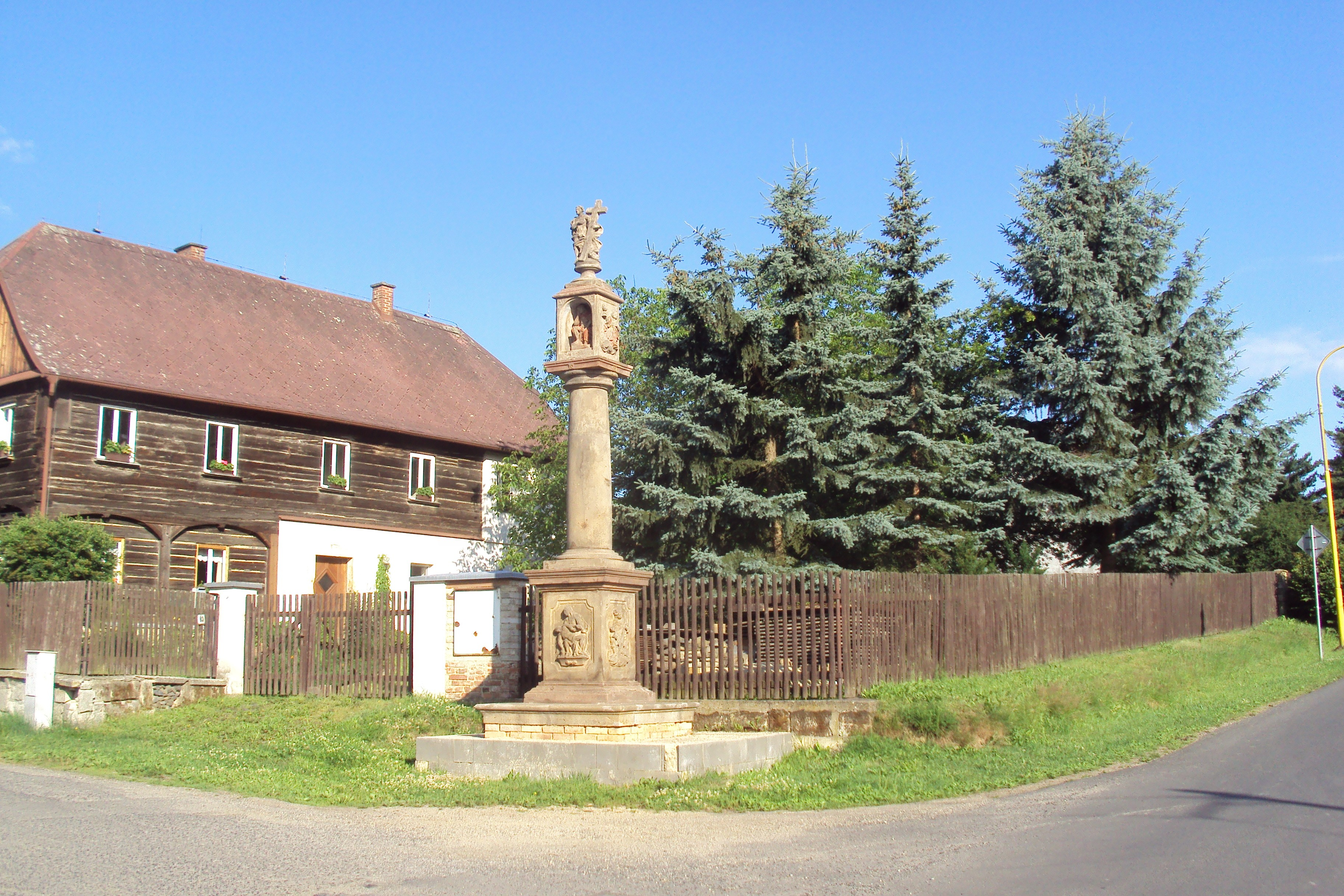
Skalice u České Lípy - roubená usedlost čp. 83 a boží muka (fundátor skalický obchodník Adam Großmann kolem r. 1780)

Panství leželo v půvabném údolí ohraničeném na severu vybíhajícím hřbetem Českého středohoří s nejvyššími body: Czeschkenstein / Češka, Wolfsberg / Vlčí hora, Kitz Berg / Kozlík, Einsiedlerberg / Poustevna a na západní, jižní a východní straně několika vyvýšeninami (Windmühle 1848–1880 / Kamenec či Kameník, Schossenberg / Radečský kopec, Straußnitzer Berg / Stružnický vrch, Mühlberg / Mlýnský vrch, Eichberg / Bukový vrch a Weinberg / Vinný vrch, Hutberg / Strážný vrch).
Řeka Ploučnice (Pulsnitz nebo Polzen) se panství dotýkala v jihozápadní části a přijímala pod kopcem Kahlenberg (Holý vrch) „Rohnbach”, který v dolní části Horní Libchavy nabíral vsí protékající „Wolfersdorfer Bach” (Volfartický potok nebo Vlčí potok) a potok „Sporkabach” s horskými přítoky a u Dolní Libchavy „Straussnitzer Bach” (Stružnický potok), vodstvo bohaté na pstruhy, úhoře a raky. Rybniční hospodářství se na panství pěstovalo v malé míře a rybníky se osazovaly kapry. V obci se nalézal Hofteich (nyní Ptačí rybník) a v katastru panství čtyři rybníky u Manušic: Tränke-Teich, Schlosser-Teich, Tief-Teich a Heger-Teich (nyní Manušické rybníky).
Na začátku 30. let se na nepříliš úrodné půdě (převážně jílovité a písčité, místy zamokřené), pěstovalo žito a oves, vedle obilovin též len, zelí, řepa a brambory. Ovocnářství nabíralo pozvolna na významu, ovocné stromy se začaly objevovat nejen v zahradách, ale i ve volné přírodě. Chovu skotu se dařilo na pastvinách, kde se sel krmný jetel (Klee) a brukev řepák vodnice (Stoppelrüben). Lesy (smrkové, jedlové a bukové) se rozkládaly hlavně na okolních kopcích, rozdělené do šesti revírů. Ročně se vytěžilo kolem 1 400 sáhů (klaftrů) dřeva, přičemž bylo veškeré spotřebováno na dominiu. Stav lesní zvěře, zajíců a koroptví nebyl příliš vysoký.
Obyvatelstvo nacházelo obživu převážně ve sklářském průmyslu a jeho odvětvích. V policejních živnostech a řemeslech (pod státní kontrolou a organizovaných v cechu jako pekaři, krejčí, kováři, koláři, zámečníci či truhláři) pracovalo 69 mistrů s 29 tovaryši a učedníky, neorganizovaných v cechu 34, v komerčních živnostech 17 cechovních mistrů s 2 pomocníky a 90 necechovních řemeslníků se 141 tovaryšem či učedníkem. Někteří se živili podomním prodejem: brusiči, sklenáři a řešetáři. Obchodem se živilo 17 kupců a podomních prodejců, 9 jich prodávalo po tržištích. Na panství se nacházel jeden ranhojič (v Horní Libchavě) a čtyři porodní báby.
Dvoupatrová budova zámku byla na severu a jihu zesílena o patro vyššími věžemi, v blízkosti stál Klinštejnský mlýn a nad ním se zvedal Viniční vrch (Weinberg) s torzem hradeb po pánech z Klinštejna. Ve Stružnici se nalézaly zbytky tvrze. Pánem na panství byl velkopřevor. Významným ředitelem vrchnostenské správy se stal Vinzenz Peschke a po vzniku Rakouska-Uherska Josef Rafler, správce velkostatku. Na panství v Horní Libchavě mu byla svěřena i správa lesů s revírními hajnými. Šafář měl na starosti zaměstnance v zemědělství, tedy na poli a u hospodářských zvířat. Zámecké zahrady a park ležely na bedrech panského zahradníka. K tomu na velkostatku žilo panské služebnictvo a kočí.

### Obce a osady na panství
Obec Horní Libchava (Ober-Liebich) s 1 008 obyvateli a 187 obytnými staveními se nacházela v údolí potoka „Wolfersdorfer Bach” (Volfartický potok) a sídlila zde úřední správa. Řádoví duchovní se starali o farní kostel sv. Jakuba Většího a farní školu (nově vystavěnou v roce 1809), dále se zde nacházel zámek, panský pivovar s roční výrobou 24 sudů piva, vinopalna, panský statek, ovčín, cihelna, mlýn. K panství Zákupy patřila dvě stavení. Místní chudobinec, založený 1. června 1827 s kapitálem 673 zlatých, pro obce Horní Libchava, Slunečná, Manušice, Jägersdorf a Emanuelsberg podporoval 24 chudých.
Obec Dolní Libchava (Nieder-Liebich), vzdálená asi tak půl hodiny od panské správy při potoku „Rohnbach” měla 754 obyvatel ve 142 staveních. Nacházela se zde farní škola (přifařená k Horní Libchavě), chudobinec z roku 1828 podporoval 16 chudých. Jägersdorf, vzdálený od Horní Libchavy 2 hodiny ležel nedaleko „Rumburské císařské poštovní silnice”, čítal 186 obyvatel ve 32 staveních. Stála zde kaple vystavěná poustevníkem Peregrinem Böhmem (Eremit Peregrin Böhm), přifařená do Horní Libchavy.
V obci Stružnice (Straußnitz), přifařené k panství Jezvé (Neustadtl) a vzdálené čtvrt hodiny od Horní Libchavy s 929 obyvateli ve 172 staveních, se nacházela kaple a obytný dům pro jednoho duchovního, jež nechal v roce 1803 vystavět zde narozený pražský obchodník Anton Hanke, dále farní škola, dva panské statky, ovčín, jeden mlýn se třemi mlýnskými koly a pilou a jedna sádka pro chov úhořů (Aalfange). Chudobinec, zřízený z darů Augustina a Magdaleny Gürtler a již zmíněného obchodníka Antona Hankeho v roce 1804, podporoval 18 chudých. Zdejší panství připadlo po bitvě na Bílé hoře k panství Horní Libchava.
Obec Slunečná (Sonneberg), vzdálená jednu hodinu od správy panství s 598 obyvateli v 87 staveních, rozprostírající se na zalesněném svahu vybíhajícího hřebene Českého středohoří, se dělila na Horní a Dolní Slunečnou (Ober- und Nieder- Sonnenberg). V místě se nacházela škola, přifařená k Horní Libchavě. Třicet stavení se 170 obyvateli náleželo k panství Zahrádky (Neuschloß). Vysoko v kopcích položená osada „Emanuelsberg” s 61 obyvateli ve 12 staveních nesla jméno po bývalém velkopřevorovi Emanuelovi hraběti von Kolowrat a od Horní Libchavy byla vzdálená asi půl hodiny. Emanuelsberg patřil k farnosti Prácheň (panství Česká Kamenice) a z celkového počtu obyvatel jich 58 spadalo k panství Zahrádky.
Ve vsi Manušice (Manisch, běžně také Monsch), přifařené a přiškolené do Horní Libchavy, žilo 184 obyvatel v 36 staveních, z toho 58 obyvatel v 11 staveních patřilo k panství Zahrádky. Od správy panství ležela asi čtvrt hodiny. Z panství Police patřila k hornolibchavskému panství ves Volfartice (Wolfersdorf) s 942 obyvateli v 151 staveních, dále kostel, škola, panský dvůr a 2 mlýny (Hessenmühle, též Mittelmühle, česky Volfartický mlýn; Erlmühle). Tato část vsi tvořila dříve vlastní panství Dolní Volfartice (Nieder- Wolfersdorf). Z panství Sloup (Bürgstein) to byla ves Skalice (Langenau) s 629 obyvateli ve 110 staveních, kostel, fara a jeden mlýn (Höltzelmühle).

## Velkopřevorové - uživatelé panství Horní Libchava

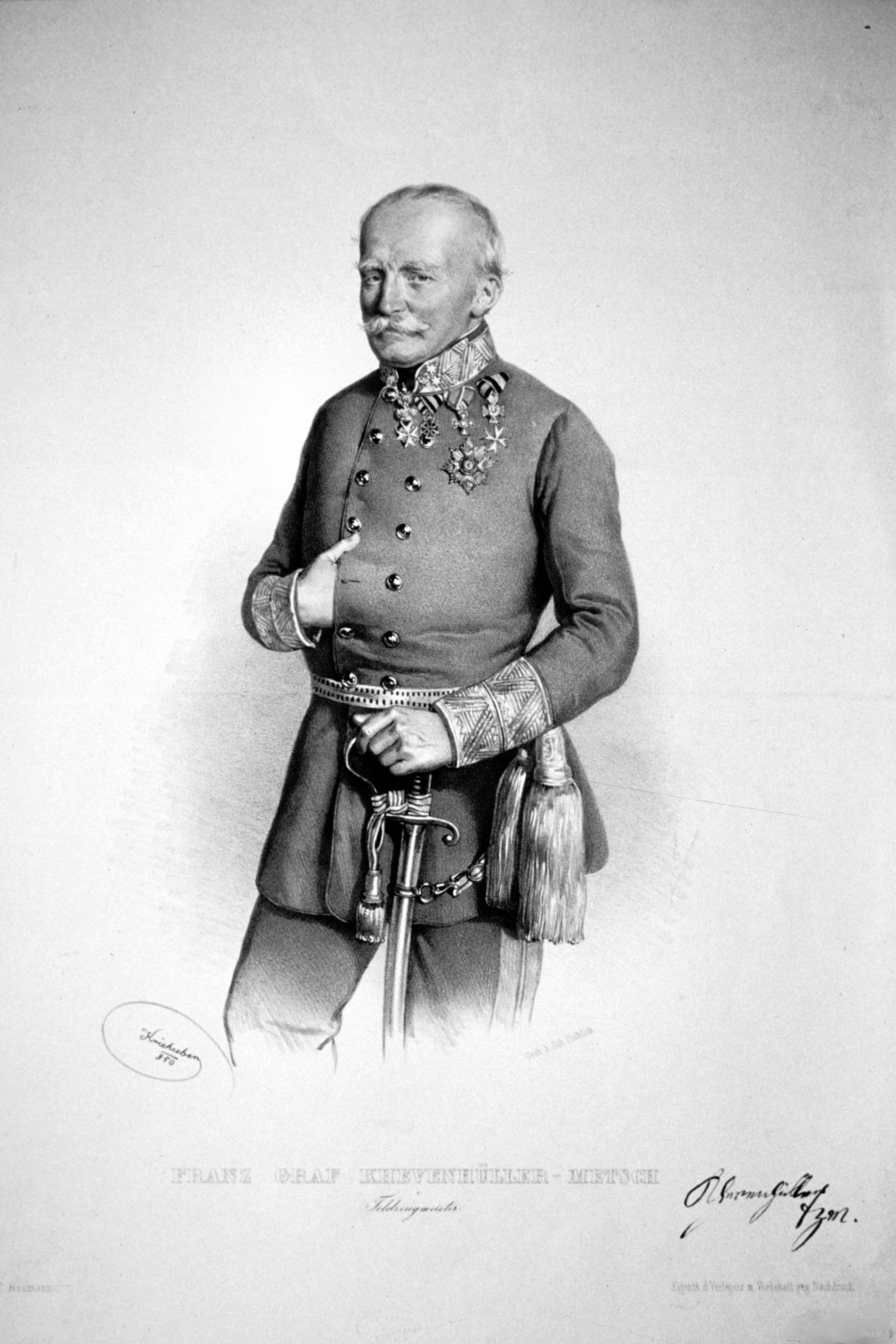
Velkopřevor Suverénního řádu Maltézských rytířů: 1847–1867 František Khevenhüller-Metsch

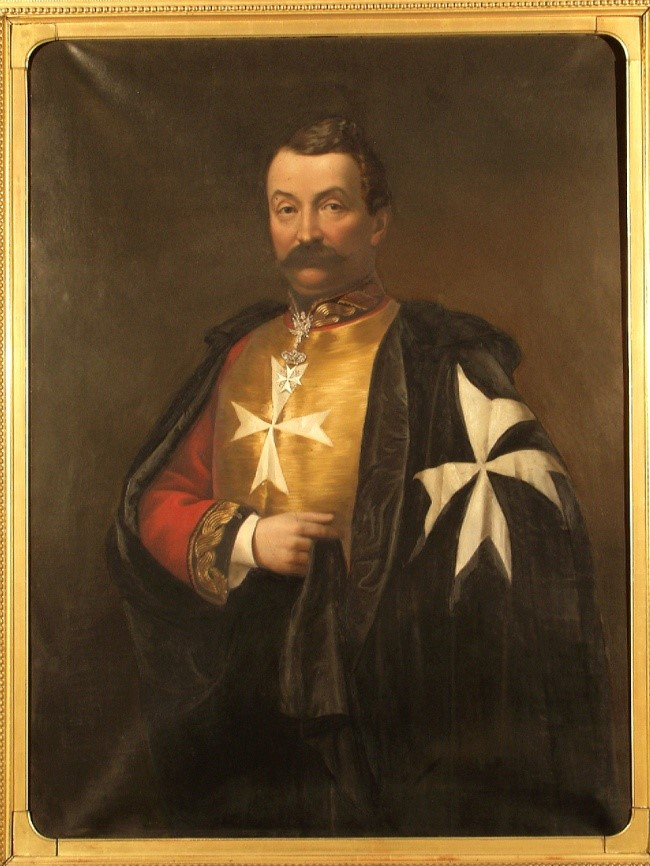
Velkopřevor Suverénního řádu Maltézských rytířů: 1867–1873 František Xaver Krakowský z Kolowrat

Velkopřevorové pocházeli z řad justičních (též profesních) rytířů. Rytířem se mohl stát pouze člen řádu šlechtického původu, který složil slib chudoby, čistoty a poslušnosti, čímž se stával celibátním laikem - bratrem. Před jménem pak používal zkratku „Frā” (latinsky frātres). Rytíř, který za své zásluhy obdržel komendu (řádový velkostatek), získával hodnost komtura. V případě, že obdržel baillivu (řádové panství sdružující několik komend), získal vyšší hodnost bailliho (např. Bailli Fra. hrabě z Thun-Hohensteinu, kníže-velkopřevor). Po svém zvolení se každý velkopřevor odebral do sídla velkopřevorství, jež mohl bez souhlasu úřadu velmistra opustit jen na dva týdny. Jeho úkolem byl dohled nad morálkou a disciplínou svých členů a dvakrát do roka vypracovaná zpráva o těchto aspektech, dále pak finanční zpráva o svěřeném hospodářství. Velkopřevorové se na panství téměř nezdržovali a jeho chod řídili vrchnostenští úředníci v čele s ředitelem (správcem) velkostatku.
- 1626–1637 Vilém Zdeněk Vratislav z Mitrovic
- 1637–1657 Rudolf z Colloredo-Wallsee
- 1658–1661 Vilém Leopold Rheinstein-Tittenbach
- 1661–1666 Adam Vilém Vratislav z Mitrovic
- 1667–1675 František Šebestián Vratislav z Mitrovic
- 1676–1701 Ferdinand Ludvík Libštejnský z Kolovrat
- 1702 František Zikmund z Thun-Hohensteinu
- 1703–1709 Wolfgang Šebestián z Pöttingu
- 1711–1712 Jan Václav Josef Vratislav z Mitrovic
- 1714–1721 Ferdinand Leopold Dubský z Třebomyslic
- 1721–1726 Karel Leopold z Herbersteinu
- 1726–1737 Gundakar Poppo z Ditrichštejna
- 1738–1744 František Antonín von Königsegg-Rothenfels
- 1745–1754 Václav Jáchym Čejka z Olbramovic
- 1754–1769 Emanuel Václav Krakowský z Kolowrat
- 1769–1789 Michael Ferdinand z Althannu
- 1791–1818 Josef Maria z Colloreda
- 1819–1824 Vincenc Maria Josef Libštejnský z Kolovrat
- 1826–1835 Karel z Neippergu
- 1836–1846 Karel Boromejský z Morzinu (1756–1846), otec Karel Josef z Morzinu (1717–1784) a matka Vilemína Rajská z Dubnice (1730–1774)[18]
- 1847–1867 František Khevenhüller-Metsch
- 1867–1873 František Xaver Krakowský z Kolowrat
- 1874–1887 Otheni Lichnowsky-Werdenberg, kníže-velkopřevor
- 1887–1904 Quido z Thun-Hohensteinu (zemřel v Horní Libchavě), kníže-velkopřevor
- 1904–1914 Jindřich z Lichtenštejna, kníže-velkopřevor
- 1914–1927 Jan Rudolf z Hardeggu (zu Glatz und im Machlande), kníže-velkopřevor

### Podpůrný spolek Othenia knížete velkopřevora Lichnowského
V roce 1828 založili maltézští rytíři v Horní Libchavě nejprve podpůrné bratrstvo, které později fungovalo na družstevních základech a nakonec se z něj konstituoval „Podpůrný spolek Othenia knížete-velkopřevora Lichnowského z Horní Libchavy” (Unterstützungsverein Othenio Fürst-Großprior Lichnowsky in Oberliebich). V roce 1904 oslavil 75 let svého působení. Jeho činnost, jak sám název napovídá, odrážela velkorysost Maltézského řádu a na zdejším panství podněcovala mnoho dobročinných skutků. Oslavě v hostinci pana Schiffnera předcházela slavnostní mše za účasti správce velkostatku, představitelů obce a místních spolků. Hornolibchavský nadučitel Eduard Hiele na oslavě přiblížil historii spolku, jeho dosavadní činnost a cíle.

### Návštěvy císařské rodiny
Během zpáteční cesty za svými příbuznými na zámku Pillnitz poctili svou návštěvou 24. září 1847 arcivévodové František Josef (17 let), Ferdinand Maxmilián (15 let) a Karel Ludvík (14 let) také zámek v Horní Libchavě. Na zámek Pillnitz princové připluli po Labi parníkem „Germania” „Sasko-české paroplavební společnosti” (Sächsisch-Böhmische Dampfschiffahrts-Gesellschaft) 15. září 1847. Odtud pokračovali na koních 23. září (přes Lohmen, Hohnstein, Neustad) až na rakouskou hranici před Lobendavu (Lobenstein), kde nastoupili do připravených kočárů. Společně s jásajícím davem je na rakouské půdě uvítal litoměřický hejtman (Ritter von Klezencky), který je doprovázel na cestě do Velkého Šenova, Šluknova a Rumburka, kde přenocovali. Brzy ráno 24. září pokračovali do Varnsdorfu a přes Dolní Podluží, Lesné, Rousínov do Boru.
V Boru převzal doprovod mladých princů hrabě Karel Kinský. Společně s Friedrichem Egermannem navštívili výstavu skla a podnikli malý výlet do Sloupu a na skalní hrad. V doprovodu hraběte Františka Sal. z Khevenhüller-Metsch, velkopřevora Maltézského řádu a c. k. polního podmaršálka, se vydali na cestu přes Skalici do Horní Libchavy. Přivítání Jejich Veličenstev na zámku v Horní Libchavě se zúčastnilo žactvo s učitelem J. Kossatem ze Skalice. Ostatní farní školy se opozdily a uvítání nestihly. V Libchavě si prohlédli zámecký park, poobědvali ve společnosti velkopřevora a hraběte Karla Kinského a pokračovali v cestě přes Českou Lípu na Nový zámek. Cesta do Litoměřic vedla přes Stvolínky, Kravaře a Úštěk. V Litoměřicích pobyli do 25. září, kdy po slavnostní mši pokračovali přes Terezín, Doksany a Velvary do zemského hl. města Prahy. Po několikadenní návštěvě Prahy se vydali do Vídně. V roce 1856 se v den císařských narozeninových oslav (18. srpna) v Horní Libchavě zastavil císař Ferdinand I., který tudy projížděl na letní sídlo v Zákupech. Hrabě Khevenhüller-Metsch při této příležitosti podělil chudé 150 zlatými, kteří se měli na oplátku pomodlit za zdraví Jeho Veličenstva.

## Řádoví kněží

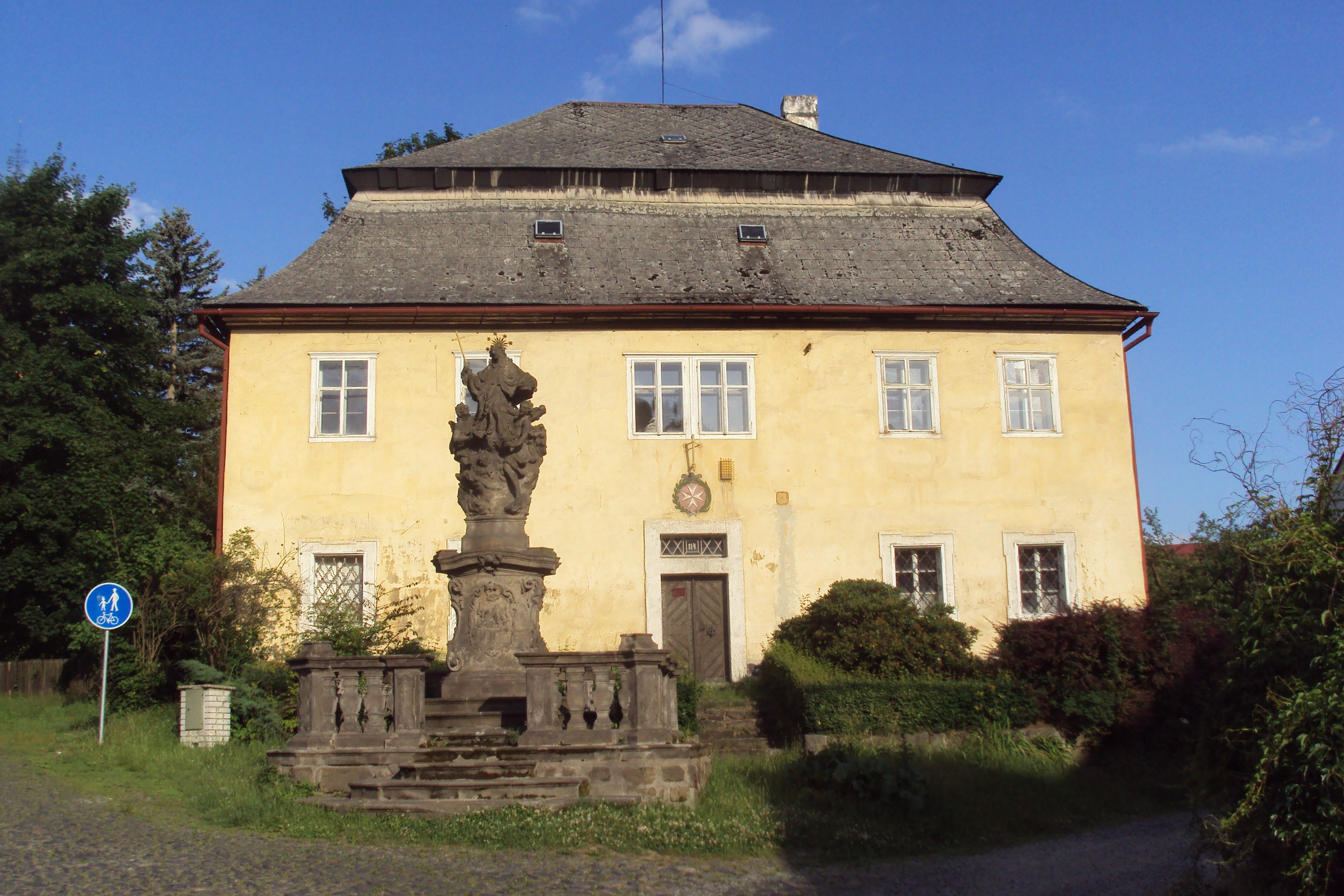
Skalice u České Lípy - barokní fara s erbem Maltézského řádu a sousoší svatého Jana Nepomuckého

Nižší řádoví kněží (obedienční kaplani z poslušnosti) nemuseli pocházet ze šlechtických rodů a na panství žili na inkorporovaných farách. Stejně jako profesní rytíři používali před jménem zkratku Frā a při vstupu do řádu si ponechávali své občanské jméno.
Velkopřevorství spravovalo patronátní kostely a fary skrze 6 duchovních: jeden řádový duchovní v Horní Libchavě (Oberliebich), dva ve Skalici (Langenau), dva ve Volfarticích (Wolfersdorf), jeden na Slunečné. Fara v Horní Libchavě spravovala kostel v Horní Libchavě, Dolní Libchavu a Manušice, fara ve Skalici kostel ve Skalici, kapli v Chotovicích, ves Josefsdorf (Svobodná Ves) a kapli ve vsi Schaiba (Okrouhlá), pod kostel ve Slunečné spadalo mimo vlastní obce ještě 7 popisných čísel z Josefsdorfu, fara ve Volfarticích obstarávala kostel ve Volfarticích a Novou Ves (Neudörfel). Kostel ve Stružnici měla pod patronátem obec.

## Správa velkopřevorského panství

### Richter Joseph
V roce 1767 uložila císařovna Marie Terezie dekretem pražskému guberniu, aby se zasadilo o založení zemědělské společnosti v Čechách. Ta svou činnost zahájila v roce 1770 pod názvem „Společnost pro orbu a svobodná umění v Království českém” (K. K. Gesellschaft zur Beförderung des Ackerbaues und der freyen Künste im Königreich Böhmen), Josefem II. později reorganizovaná a přejmenovaná na „C. k. Vlastenecko-hospodářskou společnost v království Českém” (K. K. Ökonomisch-Patriotische Gesellschaft im Königreich Böhmen). Nové stanovy společnosti ukládaly v čele významného státního úředníka, 20 řádných členů a 32 dopisujících členů. V roce 1817 je mezi dopisujícími členy uveden Richter Joseph, ředitel velkopřevorského panství v Horní Libchavě (Director zu Oberliebich).

### Vinzenz Peschke

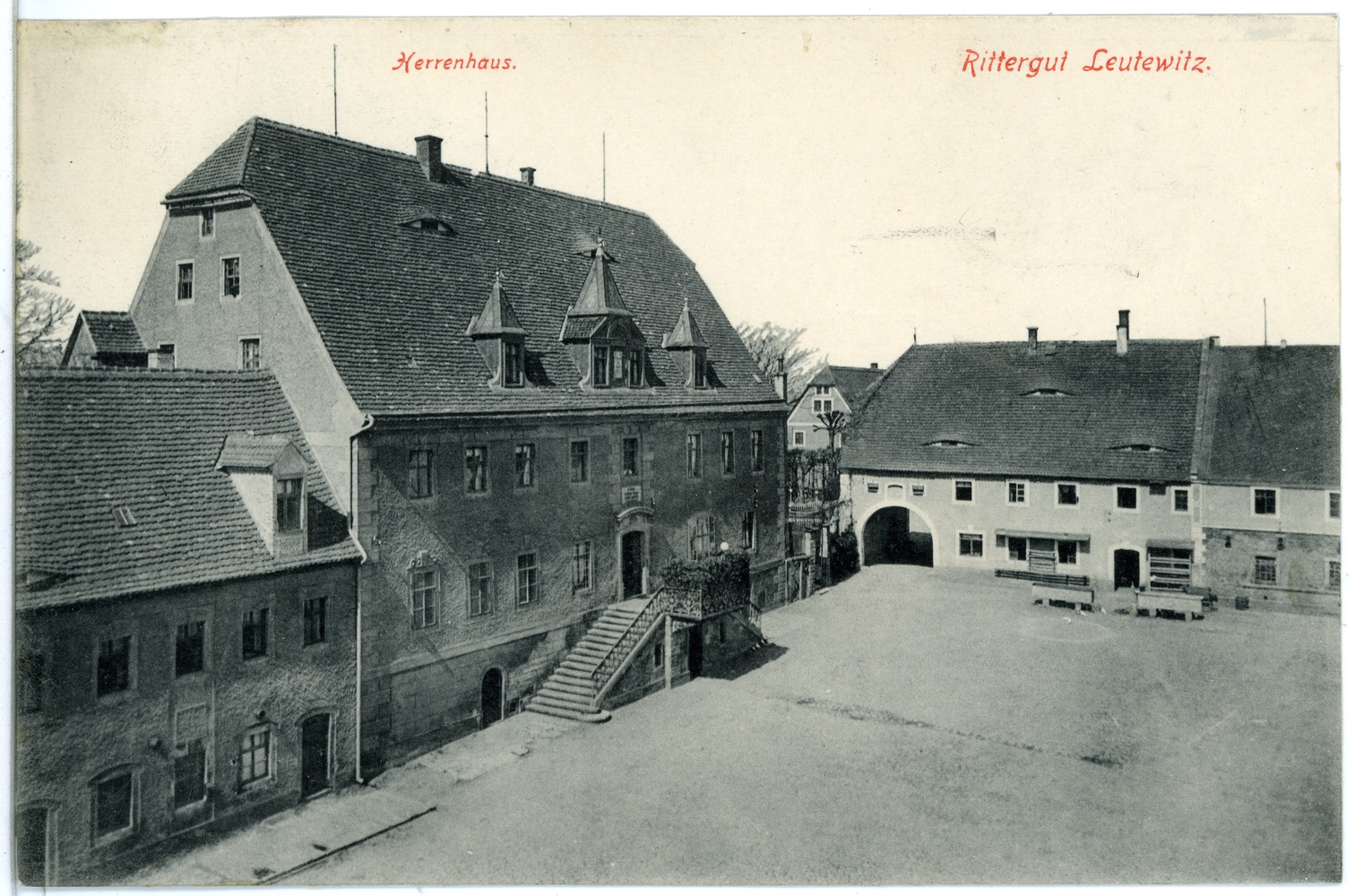
Leutewitz (Käbschütztal), v roce 1808 zde založil majitel Adolph Steiger své vlastní ovčí merino-plnokrevné plemeno (Leutewitzer Merino-Vollblutschafe), z kterého správa panství v Horní Libchavě zakoupila chovného berana

Vinzenz Peschke (* kolem roku 1784, Mníšek / Einsiedel im Isergebirge, Slezsko; † 29. října 1868, Mníšek), křtěný Vinzenz Joseph Ignatz, majitel rodového statku v Mníšku a ženatý s Johannou, rozenou Neumann, nejprve působil jako úředník ve vrchnostenské správě na řádové komendě „Maidelberg” (Dívčí Hrad, r. 1815 správce sýpky), jejímž majitelem byl v té době komtur Vincenc Maria Josef Libštejnský z Kolowrat. V roce 1837 se již Vinzenz Peschke nacházel na panství v Horní Libchavě, kde se mu narodil syn Adolph (křtěný Carl Ferdinand) a o rok později dcera. V polovině 19. stol. zaměstnávalo velkopřevorství také právního úředníka Franze Hässlera.
Po příchodu na panství se stal aktivním členem „Spolku pro chov ovcí v Čechách” (Schafzüchterverein für Böhmen) a zasloužil se o zušlechtění panského ovčího stáda. Už v roce 1841 nakoupil ze saských ovčínů (Thal bei Oschatz a Nischwitz) několik beranů pro oživení mateřského stáda a pro lepší výnosy vlny. V roce 1848 pořídil drahého chovného berana (Sprungwidder) z proslulého ovčína Leutewitz (Käbschütztal). Velké problémy očividně způsobovala cenuróza ovcí (Drehsucht), na jejíž následky spousta ovcí umírala.
Vinzenz Peschke působil jako ředitel vrchnostenské správy více než 30 let a byl donátem Suverénního Johanitského řádu (členem bez šlechtického titulu). Zasloužil se o založení místního chudobince a fondu pro chudé, zrovna tak o rozvoj ovocnářství a založení ovocných sadů a alejí (jabloní, třešní a višní) podél cest a v polích. V roce 1852, kdy se ze svého provizoria konstituoval „Okresní zemědělský spolek v České Lípě” (Landwirtschaftliche Kreisverein B. Leipa), byl zvolen do jeho výboru. Spolku předsedal František Antonín II. z Thun-Hohenštejna. Za své vlastenectví, loajální postoj v době politických nepokojů a za svou veřejně prospěšnou a dobročinnou činnost byl císařem 8. července 1850 vyznamenán zlatým křížem s korunou. Zemřel na svém statku v Mníšku ve věku 84 let.

#### Privátní tělocvična
Tělesná výchova („Turnen”) si našla v pol. 19. století cestu do školství a většina turnerů vřadila gymnastiku do svého spolkového života. Na podzim v roce 1846 nechalo úřednictvo vrchnostenské správy pro své studující syny zřídit privátní tělocvičnu (Privater-Turnanstalt). Její vedení a zařízení si vzal na starost „turnerský učitel“ (Turnlehrer) pan Fried z Lípy. Studenti zde posilovali svaly a končetiny nejen při elementárních cvicích jako byla chůze, předklon, záklon, podřep nebo dřepy, ale také na žebřinách, bradlech a gymnastickém koni. Důraz byl kladen na přeskok. V tělocvičně se nacházel také tzv. Schwebebaum (předchůdce kladiny) pro nácvik rovnováhy.

### Andreas Albrecht
V roce 1861 je hospodářským ředitelem jmenován Albrecht Andreas. V roce 1870 sestávala správa nadačního panství z úředníků:
- Hospodářský ředitel (Ökonomie-Direcktor): Albrecht Andreas
- Důchodní (Rentmeister): Mirtl Anton
- Ekonomický adjunkt: Staněk Franz
- Důchodní adjunkt: Czastka Franz
- Dvorní lovčí (Hofjäger): Wisoky Anton
- Revírník (Revier-Förster): Fürst Rudolf

### Anton Mirtl, Ernst Skorpil a Franz Lambl
Po A. Albrechtovi byl jmenován ředitelem důchodní Anton Mirtl, který v létě 1875 ve svých 55 letech náhle zemřel a na jeho místo nastoupil ze strakonického velkostatku adjunkt Ernst Skorpil (česky Arnošt Škorpil). V létě 1877 byl vystřídán Franzem Lamblem, důchodním (Rentmeister) ze Strakonic, a vrátil se zpět na strakonický velkostatek. Franz Sudimir Lambl (* 14. srpna 1819, Lettin / Letiny; † 11. května 1891, Dětenice) se 12. července 1858 oženil v Mníšku s Marií Gabrielou Josefou Peschke (* 5. května 1838 v Horní Libchavě čp. 1), dcerou bývalého ředitele Peschkeho. Před příchodem do Horní Libchavy působil na panstvích v Podsedicích, Přešticích a Strakonicích. Od poloviny 40. let 19. století byl ve styku s Archeologickým sborem Národního muzea. Jeho bratrem byl univ. profesor Vilém Dušan Lambl. V 80. letech správa panství nakoupila v Lípě (Landwirtschaftliche Maschinen Handlung des F. Petrides B. Leipa, Langegasse) jedno čerpadlo na močůvku (Jauchenpumpe) a žentour (Göpel) pro dva koně.

### Josef Rafler

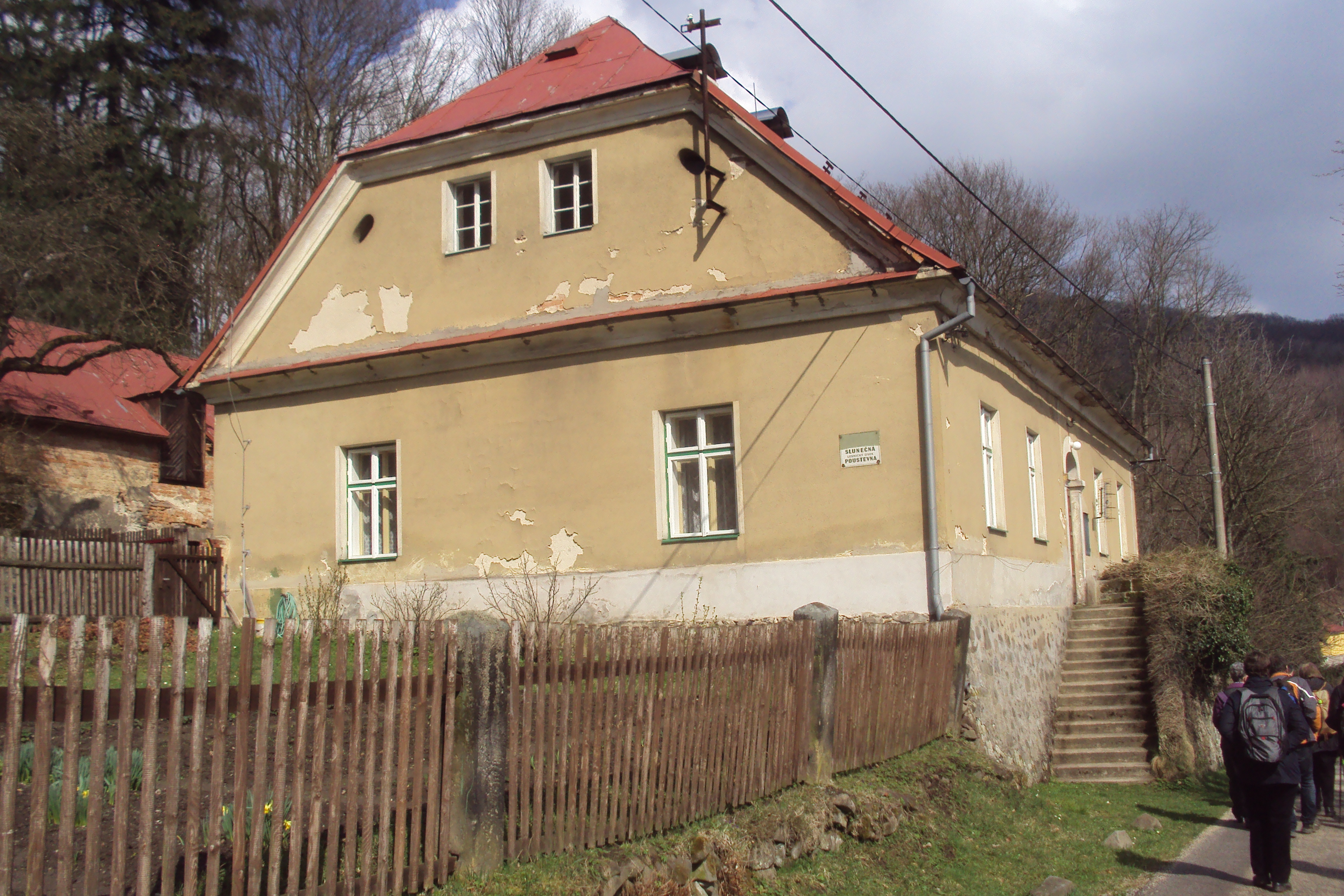
Slunečná (Sonneberg) čp. 88 - bývalá hájovna revíru Slunečná na panství Horní Libchava

V roce 1867 připadlo řádu Maltézských rytířů dětěnické panství, na kterém otec Josefa Raflera působil jako správce. Samotný rod Raflerů pocházel z Chomutovska (Strupčice).
 V Dětěnicích se také Josef Rafler (* 2. května 1846, † 11. května 1921) oženil s Dariou (* 14. května 1849, † 18. května 1923 Horní Libchava), dcerou sládka a pachtýře dětěnického pivovaru Karla Cejnara. V roce 1869 patřil mezi zakládající členy Pražského lesnického spolku „Hubertus” (Prager forstmännischer Verein „Hubertus”). V roce 1872 byl jmenován hajným na panství Horní Libchava (zum Hofjäger in Oberliebich). Zpočátku rodina bydlela na hájovně na Slunečné čp. 88. V roce 1874 se stal už jako nadlesní (Oberförster) revíru Slunečná lesnicko-technickým poradcem (pro oblast: Jägersdorf, Častolovice, Dolní Libchavu, Horní Libchavu, Stružnici, Manušice, Sonnenberg, Volfartice, Emanuelsberg a Neudörfel) u c. k. okresního hejtmanství v České Lípě.
V roce 1880 působil na velkostatku jako lesní správce (později i hospodářský správce) a s rodinou se přestěhoval na zámek v Horní Libchavě. V roce 1896 obdržel velkou stříbrnou záslužnou medaili civilního záslužného řádu velkovévody Toskánského (die große silberne Verdienstmedaille des Großherzog Toscana'schen Civilverdienstordens). V roce 1906 jej císař vyznamenal medailí za 40 let záslužné činnosti na maltézském panství, za dlouholeté členství a zastupování obce v okresním výboru v České Lípě, za práci patronátního komisaře a za příkladnou spolupráci s úřady (20. listopadu 1906). Působil též jako soudní znalec pro odhady velkých zemědělských a lesních pozemků v soudním okrese Č. Lípa.
V neděli 15. října 1907 se v hostinci pana Hankeho čp. 61 (im Hankeschen Gasthause) konalo slavnostní vyznamenání Josefa Raflera zlatým křížem s korunou. Vyznamenání mu v hostinském sále, vyzdobeném v císařských barvách, květinami a podobiznou císaře, předal v zastoupení Jeho Veličenstva Josef Schmidt, okresní hejtman z České lípy. Mimo rodinných příslušníků se dostavili zástupci okresní i místní správy a organizací: okresní výbor v čele s předsedou Hölem, obecní zastupitelstvo, místní školní rada a učitelé, pan farář Vítek z Horní Libchavy, z velkostatku úřednictvo a zaměstnanci, spousta místního obyvatelstva, spolek veteránů v čele s vlajkou a vlastní kapelou, dobrovolní hasiči a zástupci mnoha dalších hornolibchavských spolků. Slavnosti předcházela bohoslužba. Po dekorování následovalo provolání slávy císaři, císařská hymna a slavnostní salvy, vypálené spolkem veteránů.
V otcových šlépějích pokračoval syn Ernst Rafler, který byl v roce 1906 jmenován na panství Horní Libchava lesním adjunktem (Forstadjunkt in Oberliebich). Syn Maxmilian Kenotaf Rafler (* 1891 Horní Libchava, † 6. listopad 1914, Mischar) studoval na reálném gymnáziu v České Lípě a jako posluchač Vídeňské univerzity pro půdní kultury (Wiener Hochschule für Bodenkultur) patřil mezi první padlé v na srbské frontě (Mischar-Schabaz), kde padl 6. listopadu 1914. Dcera Anna Blandina (* 2. června 1877) se provdala do Vídně za poštovního úředníka Emila Schneidra. Otec Josef Rafler zemřel 11. května roku 1921 v nemocnici v Praze, odkud byl převezen do Horní Libchavy, kde je také pochován společně s manželkou Daria Rafler. Po Josefu Raflerovi působil na velkostatku správce Maxmilian Vach, též jednatel českého včelařského spolku v České Lípě, ustanoveném pod Zemským ústředím spolku̇ včelařských pro Čechy v roce 1927.

## Hospodářství

### Vinopalna s hostincem
Dne 10. října 1828 nabídla vrchnostenská správa nově vystavěnou vinopalnu s hostincem (neu erbaute Branntwein- und Wirtshaus) na tři roky do pachtu a to od 1. února 1829 do posledního dne v prosinci 1831. Přízemí hlavní budovy sestávalo z výčepní místnosti (Schankzimmer), světnice (Wohnzimmer), prostorné kuchyně s kvelbem a klenuté palírny vybavené dvěma kotli a laboratoří se stálým přívodem vody. V prvním patře se nacházely dvě světnice, jedna ložnice a prostorná půda. K hospodářství patřila konírna, stáj na výkrm býků, stáj pro černý skot a kůlny (Schopfen). Pachtovní smlouva byla následně prodloužena do konce října 1832 a 23. května 1832 opět nabídnuta k nové tříleté pachtovní smlouvě.
Po zrušení vinopalny se v budově nacházel panský hostinec „zur Insel Malta” se sálem (herrschaftliches Gasthaus zur Insel Malta in Oberliebich), který správa panství nabízela do pachtu a hostinští se často střídali. Dne 13. března 1864 uspořádal hornolibchavský učitel Anton Hermann v sále hostince „zur Insel Malta” charitativní koncert pro vdovy a sirotky padlých rakouských vojáků pod velením polního podmaršálka Ludwiga von Gablenz v bojích o Šlesvicko v prusko-dánské válce. Dechový koncert nastudovali místní muzikanti pod vedením učitele Hermanna. Sál a osvětlení poskytl tehdejší hostinský Mathias Stolz zdarma. Výtěžek činil 29 zlatých. V 90. letech 19. stol. měl v nájmu hostinec Josef Ullmann s manželkou Wilheminou (rozenou Simm ze Slunečné).

### Veřejná dražba na pronájem pivovaru, řeznictví a výčepů
Se zavedením nového daňového systému, jehož součástí byla od 1. listopadu 1829 „všeobecná potravní daň” (Einführung der allgemeinen Verzehrungssteuer 1. November 1829), došlo k jednotné úpravě daně z piva (dosavadní daň sladovnická/Malzenranlage z roku 1748), vína (dosavadní daň z vína /Weinaufschlag ze dne 29. listopadu 1749), moštu, masa (dosavadní daň z masa/Viehaufschlag), cukru a lihovin (dosavadní daň z kořalky/Brantweintaz ze dne 13. srpna 1773). Tu vyhlásil c. k. inspektorát pro potravinovou daň v Litoměřicích (k. k. Verzehrungssteuer - Inspekzion in Leitmeritz) 4. října 1829.
Vrchnostenská správa se rozhodla zaplatit všeobecnou potravní daň za období od 1. listopadu 1829 do 31. října 1831 (Verwaltungsjahr 1830) formou veřejné licitace pachtů. Fiskální cena za pivovar (Bräustätte) byla stanovena na 2 736 zlatých, pro řezníky (Fleischer) v Horní Libchavě na 64 zlatých 40 krejcarů, v Dolní Libchavě na 27 zlatých, ve Stružnici na 16 zlatých 45 krejcarů, ve Volfarticích na 30 zlatých 15 krejcarů, ve Skalici na 62 zlatých 55 krejcarů a na Slunečné na 50 zlatých, pro výčep vína (Weinschank) ve Volfarticích na 30 zlatých 20 krejcarů a ve Skalici na 40 zlatých, nakonec pro výčepy pálenky (Branntweinschänker) na celém panství jednotně na 430 zlatých. Licitace pachtů se konala ve vrchnostenské kanceláři v Horní Libchavě 22. října 1829 v 9.00 hodin ráno.

### Vrchnostenský pivovar
Pivovar byl na panství poprvé písemně zmíněn v majetku pánů Penzigů z Penzigu v roce 1614 (zámek, kostel, mlýn, ovčín, pivovar a poplužní dvůr), po nich ho držela krátce královská komora a s konfiskovaným panstvím pak pivovar získalo velkopřevorství. V 18. století měl panský pivovar v pachtu Franz Rochelt a je pravděpodobné, že mlynářský rod Rocheltů vedle mlynářské živnosti provozoval i pivovarnictví. Po požáru mlýna v roce 1866, kdy jej Karl Rochelt nakonec odprodal, došlo i ke změně pronájmu pivovaru. V letech 1879–1884 jej správa velkostatku propachtovala firmě „Wenzel Maschek”. Po sládkovi Maschkovi si pivovar pronajal Johann Hoffmann, bývalý sládek ve Vejprtech. V roce 1891 Johann Hoffmann vážně onemocněl a pivovar musel být nabídnut k novému pachtu. Tehdy byl pivovar s roční výrobou 38 hl vybaven železnou sladovnou (Kühlschiff) a rmutovací kádí (Maischbottich), chladicím zařízení (Kühlapparat), pivním potrubím (Bierleitung), spílacími káděmi (Gährbottichen) a skladovacími sudy (Lagerfässern) s anglickou dvojitou varnou (Doppel-Malzdarre), skalními pískovcovými sklepy, rybníky a potřebnými pozemky. Krátce jej pak držel v pachtu František Líbal, po něm Johann Fiedler z Volar a nakonec v roce 1897 Franz Scheiner, který se další rok stal členem spolku „Brau-Industrie-Verein im Königreiche Böhmen”. V roce 1900 činila roční výroba piva 4 598 hl. Po smrti Franze Scheinera vedla pivovar ovdovělá Anna Scheiner (1901–1918), která byla od roku 1901 majitelkou firmy: Anna Scheiner, Bierbrauerei. Provoz řídil správce Josef Tufe.

### Klingstein-Mühle / Klinštejnský mlýn
Mlýn v Horní Libchavě je snad poprvé písemně zmíněn 14. listopadu 1375, kdy farář Johann von Leipa odprodal ke svému kostelu náležející mlýn na Ploučnici (Treskowský mlýn) Ješkovi z Konojed (Jesko von Konoged), k tomu též louku, nacházející se u hradu Klingstein. Podle hornolibchavské kroniky nechal Jindřich z Vartenberka mlýn (die Klingstein-Mühle) po roce 1560 znovu postavit. Panský mlýn na úpatí Viničního kopce (Weinberg) nazývalo místní obyvatelstvo od pradávna Klingsmühle. Později byl v držení mlynářské rodiny Rocheltů. V 18. století to byl mlynář Anton Rochelt s manželkou Magdalenou, po něm syn Franz Josef Rochelt (* 17. listopadu 1808, Ober-Liebich / Horní Libchava), který se v roce 1834 oženil s Therezou, rozenou Zwierzina (Zvěřina) z velkopřevorské domény Strakonice. Z manželství pošli čtyři synové (1835 Franz, 1837 Adolf, 1846 Karl, 1847 Emil) a dcera Marie Anna (1840).
Syn Franz Rochelt vystudoval důlní inženýrství a působil v Leobenu. Adolf Rochelt se po ukončení reálného gymnázia v České Lípě věnoval právnické oblasti. V roce 1871 byl jmenován c. k. notářem v Litoměřicích, seděl též v představenstvu litoměřické továrny na motouzy (Bindfaden-Fabrik in Leitmeritz). Emil Rochelt se po absolvování reálného gymnázia v České Lípě dal na lékařskou dráhu a stal se významnou osobností lázní Merano. Dne 7. dubna 1866 mlýn vyhořel. Na likvidaci požáru se podílela celá obec a dobrovolní hasiči z České Lípy. Použita byla i vrchnostenská stříkačka, která byla před vypuknutím požáru z příkazu šafáře odvezena z areálu mlýna, čímž se záchranné akce opozdily. Mlynářské řemeslo převzal syn Karl Rochelt, který byl v roce 1875 zvolen do poroty u soudu v České Lípě.
Někdy na zač. 20. století mlýn odkoupil sedlák Wenzel Böhm (též majitel statku v H. Libchavě čp. 120) s chotí Marií Annou z Volfartic, rozenou Tausche. V roce 1904 (25. ledna) se syn Josef (* 6. dubna 1874, Wolfersdorf / Volfartice, čp. 151), mládek na mlýně čp. 3, oženil s Annou Hanke z Horní Libchavy (* 16. června 1876, Oberliebich / Horní Libchava, otec Wenzel Hanke, majitel statku čp. 121, matka Franziska, rozená Papert), v jehož držení se pak hornolibchavský mlýn nacházel. V roce 1914 je uváděn jako člen obecního výboru. V předválečných letech měli mlýn v majetku rodiče Josef a Anna Böhm společně se syny Rudolfem a Franzem.

### Velkostatek k roku 1880

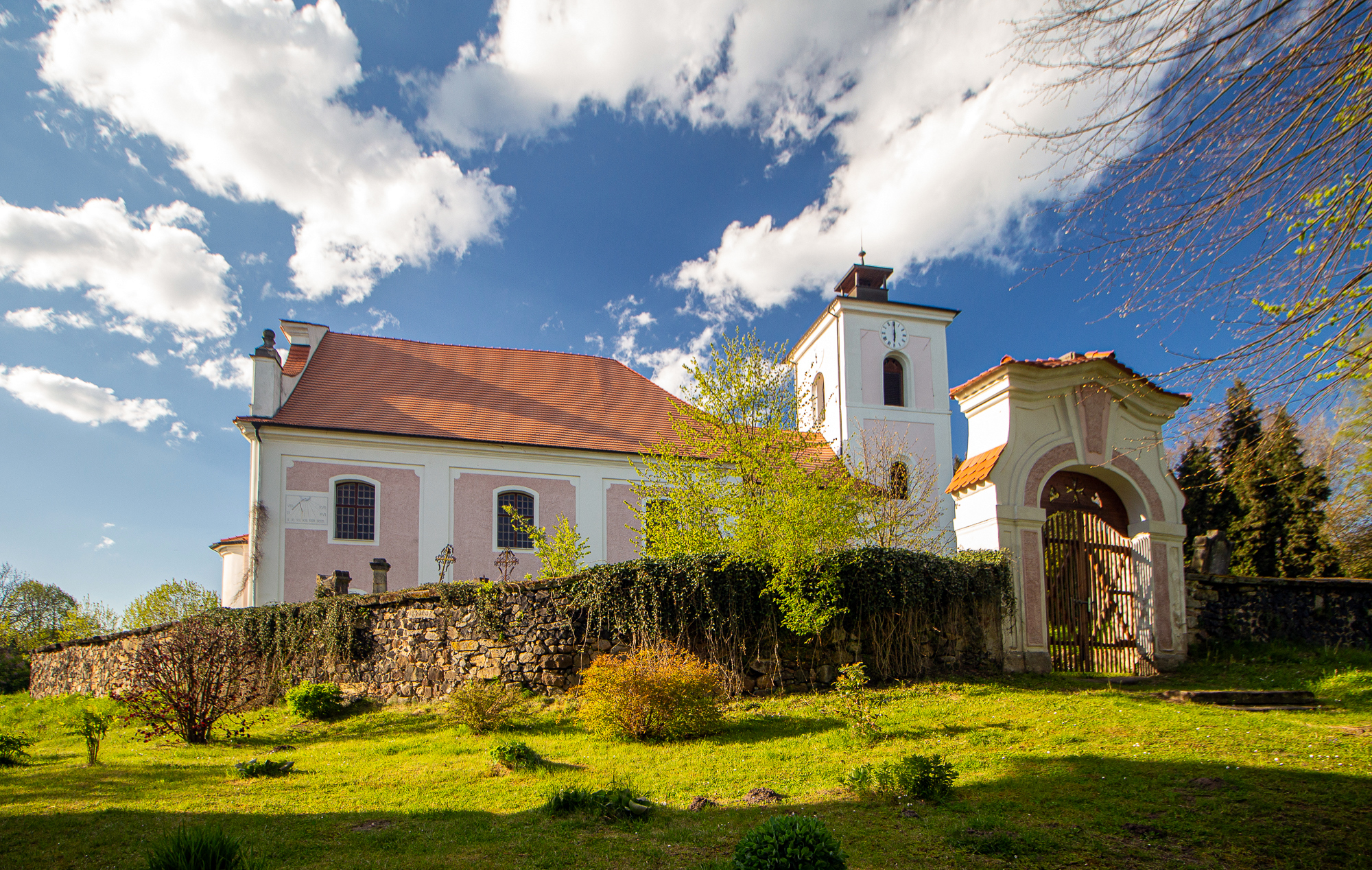
Horní Libchava, kostel sv. Jakuba Staršího z roku 1736 / rekonstrukce v roce 2010

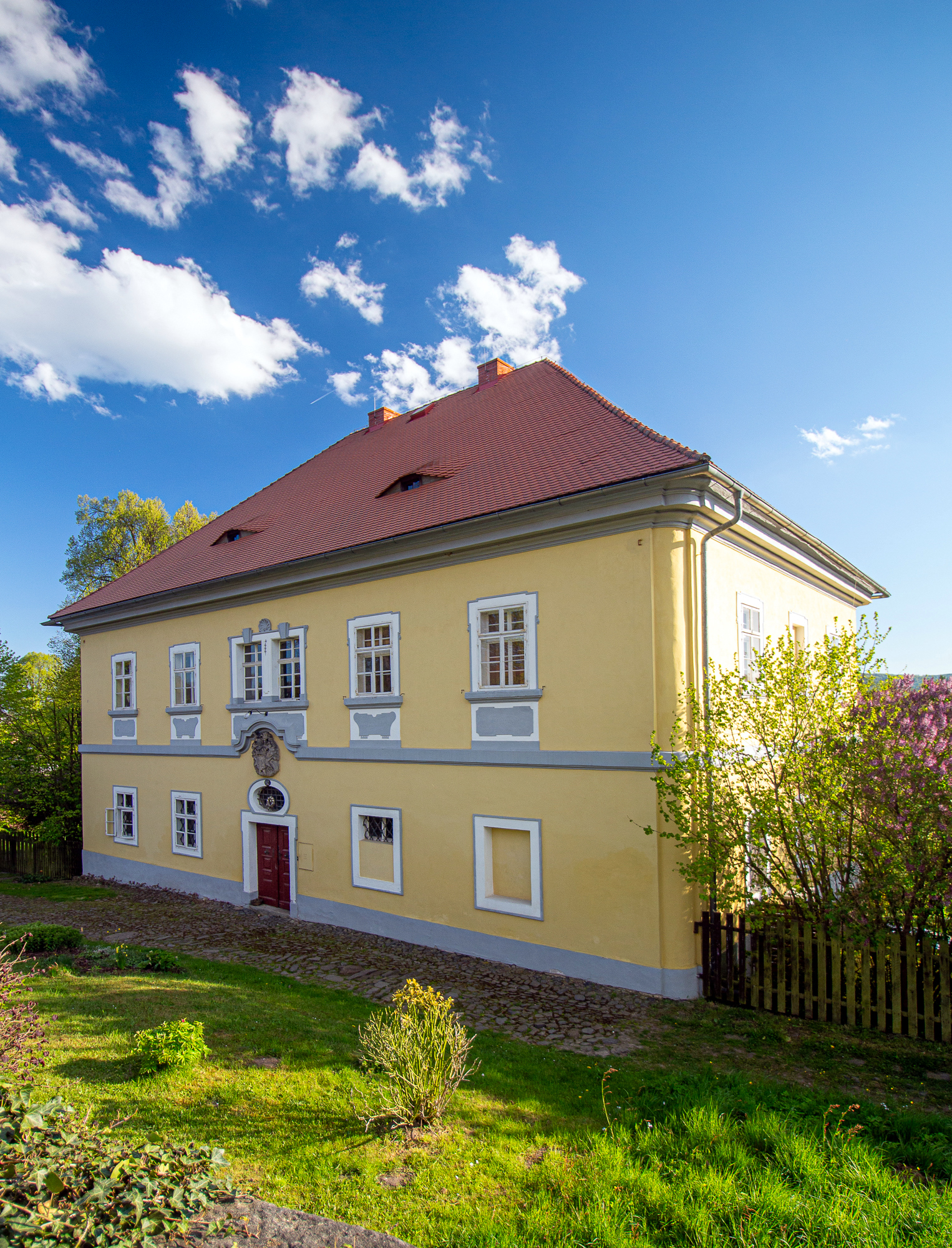
Horní Libchava čp. 62, barokní budova bývalé fary z roku 1754, nad oknem vstupního portálu bohatě propracovaný kamenný erb Čejků z Olbramovic, pohled od starého hřbitova u kostela

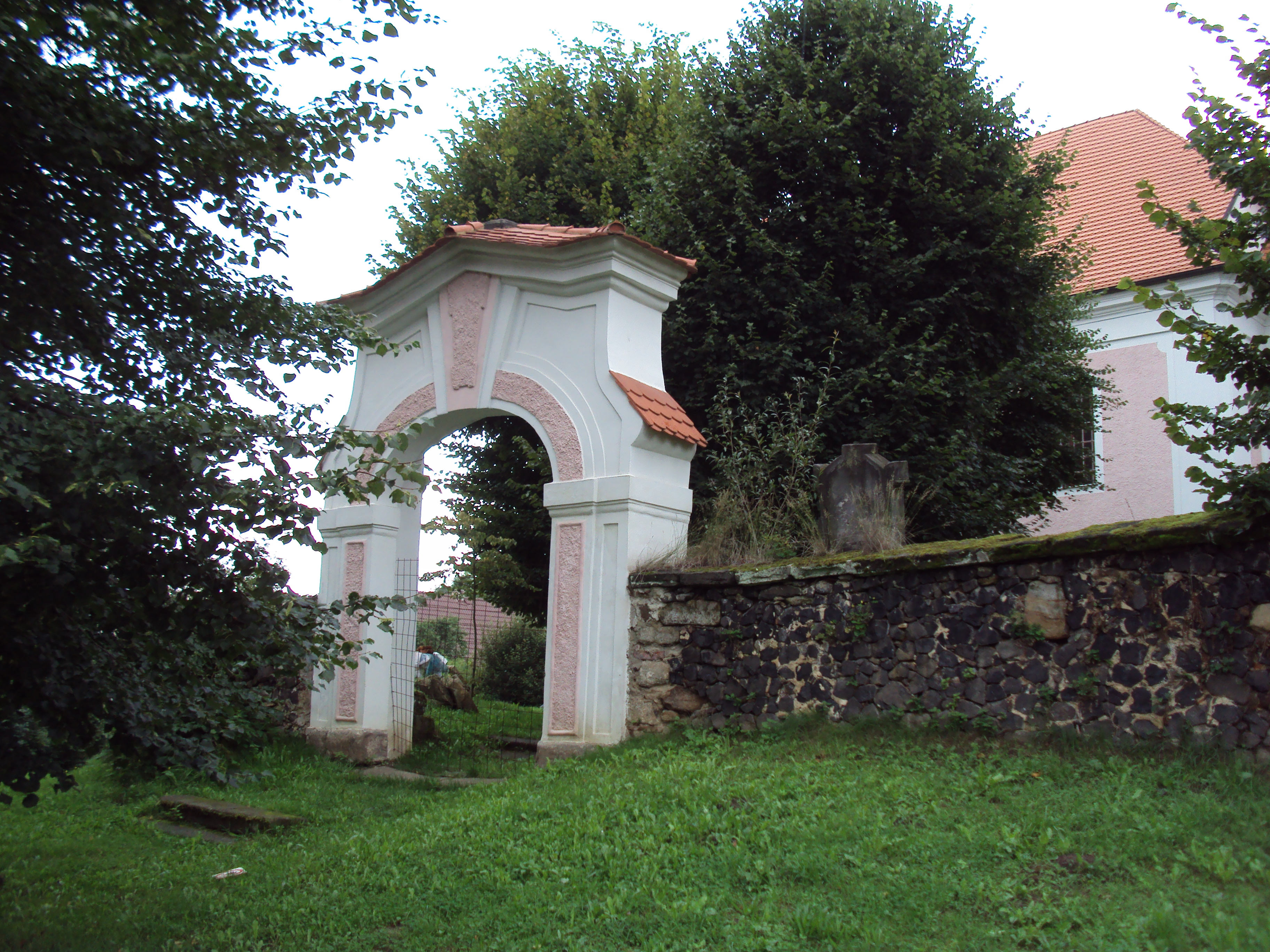
Horní Libchava, barokní brána ke kostelu sv. Jakuba Staršího a ke starému hřbitovu

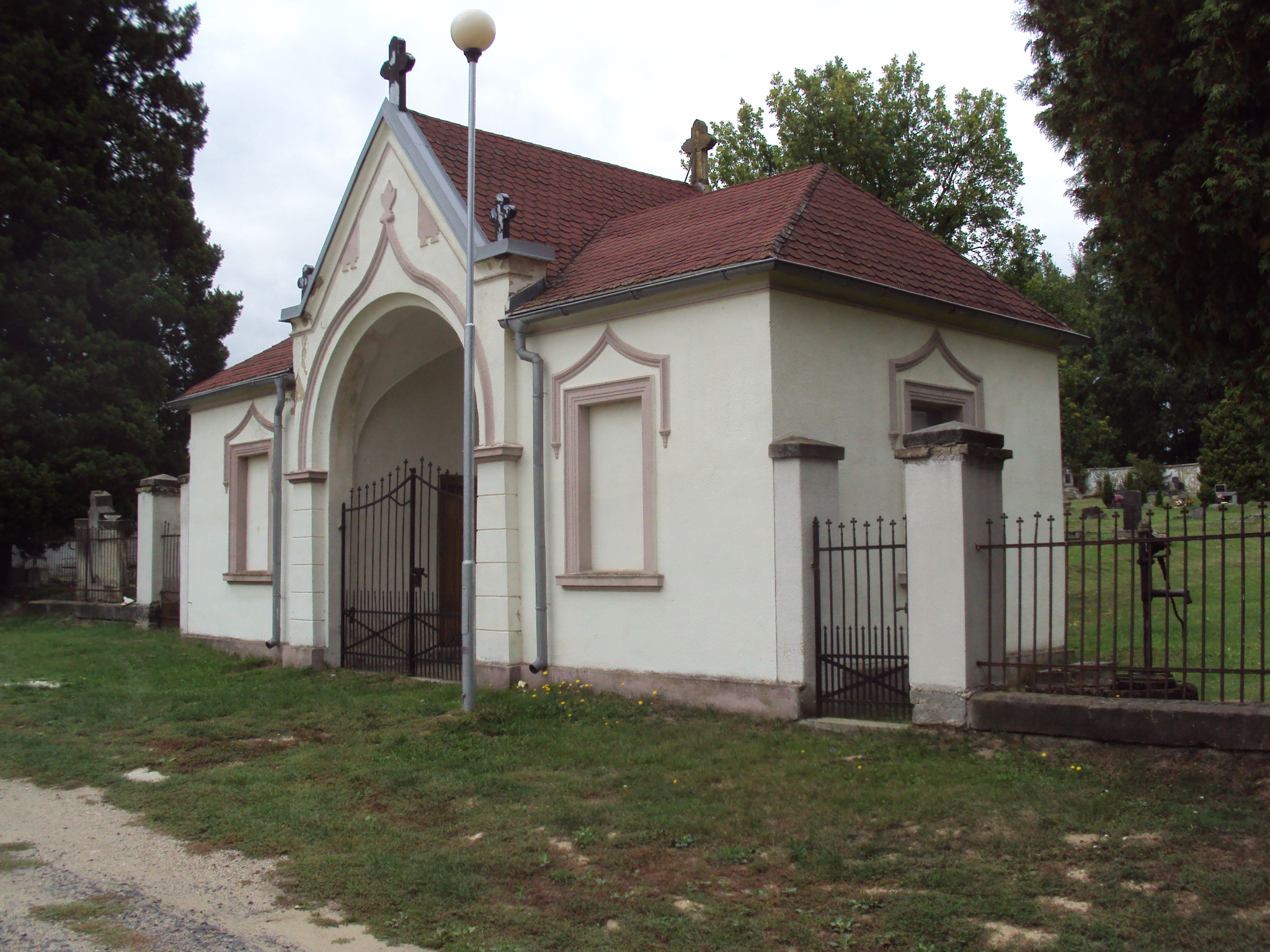
Horní Libchava, vstupní brána s márnicí na hřbitov

| Popis panství                          | zámek se zámeckou kaplí, okrasná zahrada a park v Horní Libchavě, hradní zřícenina na Viničním vrchu zv. „Klingstein", u prostředního dvora ve Stružnici zbytky vodní tvrze |
| Patronátní kostely a fary              | Horní Libchava, Volfartice, Skalice a Slunečná |
| Celková výměra                         | 1063 ha |
| Zemědělská plocha                      | 432 ha |
| Lesní plocha                           | 626 ha |
| Správa ve vlastní režii                | 7 ha |
| Dvory                                  | Horní Libchava, Stružnice horní a střední s 425 ha |
| Rybníky 4                              | 6 ha |
| Lesní revíry                           | Slunečná a Stružnice |
| Průmysl                                | pivovar (v letech 1879–1884 propachtován) a cihelna |
| Hospodářská a lesní správa velkostatku | Horní Libchava, pošta Česká Lípa |
| Lesní správce                          | Rafler Josef, Horní Libchava |
| Revírník                               | Eckert Karl, Slunečná |
| Revírník                               | Hajek Robert, Stružnice |

### Velkostatek k roku 1894
| Popis panství                          | zámek se zámeckou kaplí a parkem, obyvatelstvo německé     |
| Patronátní kostely a fary              | Horní Libchava, Volfartice, Skalice a Slunečná             |
| Celková výměra                         | 1075,8 ha                                                  |
| Pole                                   | 271,8 ha                                                   |
| Luka                                   | 126,7 ha                                                   |
| Zahrady                                | 3,4 ha                                                     |
| Pastviny                               | 13,4 ha                                                    |
| Lesní plocha                           | 637,5 ha                                                   |
| Stavební a neplodná půda               | 18,1 ha                                                    |
| Správa ve vlastní režii                | 69,5 ha dvůr Horní Libchava                                |
| Dvory pronajaté                        | Horní Libchava 131,7 ha, Stružnice horní a střední 64,4 ha |
| Rybníky 4                              | 4,9 ha                                                     |
| Lesní revíry                           | Slunečná a Stružnice                                       |
| Průmysl                                | pivovar pronajatý, cihelna ve vlastní režii                |
| Prodej                                 | obilí, řepka, brambory, dříví                              |
| Hospodářská a lesní správa velkostatku | Horní Libchava, pošta a železnice Česká Lípa               |
| Správce velkostatku                    | Rafler Josef, Horní Libchava                               |
| Vrchní zahradník                       | Pudil Josef, Horní Libchava                                |
| Revírník                               | Eckert Karl na Slunečné (do roku 1909)                     |

## Panství na začátku 20. století
Správa velkostatku se nacházela v Horní Libchavě. Celková výměra činila 1075,80 ha (271,80 ha polí, 126,70 ha luk, 3,40 ha zahrad, 13,14 ha pastvin, 637,50 ha lesů, 4,90 ha rybníků, 3,60 ha nezastavěné půdy, 4,50 ha zastavěné půdy). Pivovar s roční výrobou 3 500 hl pronajímala od roku 1883 Františkovi Scheinerovi. Také rybníky u Manušic se nacházely přibližně od roku 1875 v pachtu. „Tiefteich” a „Schlosserteich” se využívaly jako tzv. „Abwachsteiche”, kam se vysazovali na jaře na 1 až 2 roky kapři k výlovu. Nehluboký „Tränkteich” a „Hegerteich” sloužily jako tzv. „Streckteiche” k chovu jednoletých a dvouletých kaprů.
K zámeckému panství patřily ještě dvory: ve vlastní správě dvůr Horní Libchava (69,50 ha) a 13170 ha, dvůr Stružnice Horní (140 ha), zčásti pronajatý dvůr Stružnice Prostřední (64,40 ha). Lesy tvořily 2 lesní revíry: Sonneberg (307,81 ha) a Stružnice (317,31 ha).

### Obyvatelstvo a živnosti
Roku 1908 měla obec Horní Libchava 190 stavení s 960 německými obyvateli. Hlavní obživu poskytovalo polní hospodářství a chov dobytka (už před 60 lety se zde nacházelo 48 sedláků, z toho 4 obhospodařovali více než 100 sáhů). Menší část obyvatelstva provozovala podomácku broušení skla, obchod nebo drobné řemeslo. V cechu kovářů a kolářů bylo sdruženo 34 řemeslníků. Další obživu poskytoval pivovar, mlýn (Klinštejnský mlýn) a vrchnostenská cihelna.

## Doprava
Na okresní silnici z České Lípy přes Horní Libchavu do České Kamenice navazovala na dolním konci vsi silnice přes Manušice a Skalici do Boru. Ve středu vsi odbočovala silnice do Stružnice, kudy vedla již za starých časů vedlejší cesta tzv. „Diebstraße”. Na horním konci vsi odbočovala silnice přes Slunečnou do Kamenického Šenova. Z té byla vybudována příjezdová silnice k železniční stanici lokální dráhy Česká Lípa - Kamenický Šenov. Jedna obecní cesta směřovala do Dolní Libchavy.
Poštovní okrsek Česká Lípa, obsluhovaný jednou denně, tvořily obce: Dolní Libchava, Horní Libchava, Manušice (Schleifmühle), Jägersdorf, Častolovice, Stará Lípa a Okřešice. Skalice byla obsluhována poštovním úřadem v Boru. V roce 1868 byl ve Skalici otevřen c. k. poštovní úřad v domě Julia Meltzera č. 254. Dne 1. února 1871 následovalo otevření volfartického c. k. poštovního úřadu, který se stal novou zastávkou na poštovní trase Česká Kamenice - Česká Lípa.
| Poštovní číslo | Název                             | Délka v km | Popis |
| -------------- | --------------------------------- | ---------- | --- |
| 1              | Česká Lípa-Mistrovice-Markvartice | 11,455     | Silnice vedla z Č. Lípy přes H. Libchavu, Volfartice, Novou Ves, Mistrovice do Markvartic na hranici okresu Česká Kamenice, výstavba v letech 1830–1832, oprava dláždění v Horní Libchavě v roce 1930, úsek Horní Libchava - Volfartice vyasfaltován v roce 1974. |
| 2              | Horní Libchava-Skalice-Bor        | 2,902      | Silnice začínala v Horní Libchavě u zámku a vedla přes Manušice a Skalici na hranici okresu, stavba úseku H. Libchava-Manušice 1833. Ferdinand Hölzel (skalický rychtář sloupského panství) a Josef Hackel (skalický rychtář hornolibchavského panství) se v roce 1835 dohodli o výstavbě úseku silnice, který vedl od Okrouhlé až ke kapli v Manušicích (cca 3 487 m) a další části silnice ve Svobodné vsi (začátek stavby 5.4. 1835, ukončena ke konci roku 1835). |
| 3              | Manušice-Častolovice              | 2,494      | Výstavba 1885–1886 |
| 4              | Horní Libchava-Slunečná           | 2,010      | Silnice vedla z horní části obce H. Libchavy do Slunečné až na hranici borského okresu, poslední třetina úseku byla vybudována již v 19. století. |
| 11             | Horní Libchava-Stružnice          | 4,200      | Silnice začínala v Horní Libchavě a ústila do příjezdové silnice k žel. zastávce ve Stružnici, výstavba 1893. |
| 14             | Nádražní silnice Horní Libchava   | 0,56       | Vedla ze silnice na Slunečnou, výstavba v roce 1903. |
| 15             | Nádražní silnice Volfartice       | 0,485      | Odbočka z okresní poštovní silnice č. 1 ve Volfarticích, výstavba v roce 1903. |

## Přírodní katastrofy
Požáry a povodně (r. 1783, 1827, 1873, 1877, 1897, 1903) patřily mezi nejčastější přírodní katastrofy. V roce 1809 postihl Horní Libchavu jeden z velkých požárů, který se začal 7. června kolem třetí hodiny ranní šířit od sedláka Franze Hackla (čp. 68). Oheň se díky silné vichřici šířil velmi rychle a během jedné hodiny zachvátil levou (dolní) polovinu vesnice a oblast v okolí kostela. Zcela shořely statky čp. 68 a 66, kostel, fara, škola i s hospodářskými budovami, další selské statky (čp. 27 a 16), zahradnická usedlost (čp. 15), několik domů (čp. 67, 162, 146, 65, 64, 14, 5), vrchnostenský ovčín se stájí, stodolou a obytným domem, též stodola za mlýnem čp. 3. Na stěnách kostela neměl podle pramenů zůstat ani hřebík, zrovna tak oheň roztavil kostelní zvon, takže bohoslužby musely být slouženy v zámecké kapli a farář s kaplanem ubytováni na zámku. V letech 1893–1895 vyhořelo sedmnáct objektů ve vsi (většinou stodoly a několik obytných domů). Jeden z posledních ničivých požárů vypukl v Horní Libchavě v roce 1906, při kterém lehl popelem mlýn čp. 3. V roce 1900 postihla panství nebývalá větrná smršť.
Jak se z České Lípy oznamuje, povstala předevčírem odpoledne při panující bouři pojednou na západní straně od města mohutná větrná smršť a způsobila nesmírné škody. Byly právě tři hodiny odpoledne, kdy obloha zahalila se hustými mraky a křižující blesky provázeny byly ustavičným temným hřímáním. Pojednou uzřelo zděšené obyvatelstvo od horské strany směrem k Horní Libchavě se pohybující, zprvu krvavě rudou, později temnou spoustu mračen, jež podobajíc se nesmírné vlně v hadovitém kroužení vždy více se blížila, při čemž stromy i keře ze země vytrhávala a strašlivou silou daleko je odnášela. Zvláště v Rašovici jakož i mezi Horní a Dolní Libchavou způsobila smršť škody nesmírné. V Rašovici byla stržena stodola a z hospodářské budovy odneseno přes 50.000 cihel, mimo to četné střechy byly úplně z domů smeteny. Hospodář Förster byl vichřicí do výše vyzdvižen a na délku 30 metrů ve vzduchu nesen, načež mrštěn byl do padající stodoly, jejíž trosky ho povážlivě zranily. Ve všech jmenovaných obcích vyvrátila smršť i nejsilnější, na půl metru silné ovocné stromy ze země aneb ohýbala kmeny jako stébla. Lidé na polích pracující byli buď k zemi vrženi, nebo vichrem na značnou vzdálenost odnášeni. Ve Stružnici, Nových Zámcích, Novinách a jiných obcích bylo stromoví zničeno.
Lidové noviny, v Brně, 3. 10. 1900, Řádění smršti v severních Čechách, s. 6
Obrovské škody způsobila povodeň z 22. srpna 1903. Ve Skalici se nacházelo 124 stavení, tedy více než třetina obce, až do výše 15 m pod vodou. Obzvláště postižená byla Horní Skalice, kde voda vystoupila do výše 45 m. Povodeň měla ještě horší průběh jak v roce 1897, čemuž odpovídaly škody. Poškozena byla i železniční dráha, takže osobní doprava musela být zajištěna skrze přestupy a nákladní odkloněna přes Benešov a Českou Kamenici. Na opravě trati pracovalo 30 dobrovolníků v Arnultovicích a 42 ve Skalici, kteří se na konci září přesunuli na opravu škod do Žandova. Ve Volfarticích sebrala voda okraje silnice, v částech se propadla nebo zřítila zcela. Voda sebrala také ploty zahrad. O něco málo lépe na tom byla Horní Libchava, ačkoliv se potokem valilo mnohem víc vody než ve Volfarticích, přece jen nenabrala na takové rychlosti jako ve výše položených obcích. Jarní tání zvedalo hladiny Šporky a Volfartického potoka každoročně, ve spojení s přívalovými dešti pak docházelo k častým povodním s menším či větším rozsahem. V roce 1911 se začalo uvažovat o výstavbě protipovodňových vyrovnávacích nádrží: jedné u Horní Libchavy nad soutokem Šporky a Volfartického potoka a druhé nad Skalicí.